# Antecedentes da Copa do Mundo de Clubes da FIFA
Anteriormente à criação da Copa do Mundo de Clubes da FIFA, algumas competições entre clubes de futebol foram consideradas, por clubes, torcedores e imprensa, como "títulos mundiais de clubes".
Uma história de 112 anos separa a primeira vez em que um clube se proclamou campeão mundial de futebol, o escocês Hibernian Football Club em 13 de agosto de 1887, e a primeira vez em que a Federação Internacional de Futebol (FIFA) proclamou oficialmente um clube campeão mundial de futebol, o Corinthians, em 14 de janeiro de 2000.
Dois torneios antecedentes ganharam a posição de competição mundial e seus respectivos triunfantes a de campeão mundial, em entendimentos oficiais da FIFA: a Copa Rio de 1951 e a Copa Intercontinental. A Copa Intercontinental, disputada de 1960 a 2004, tendo o Real Madrid como primeiro campeão, foi assim reconhecida em 2017. A Copa Rio, vencida pelo Palmeiras, recebeu reconhecimento em 2014.

## Competições anteriores à Copa Rio Internacional

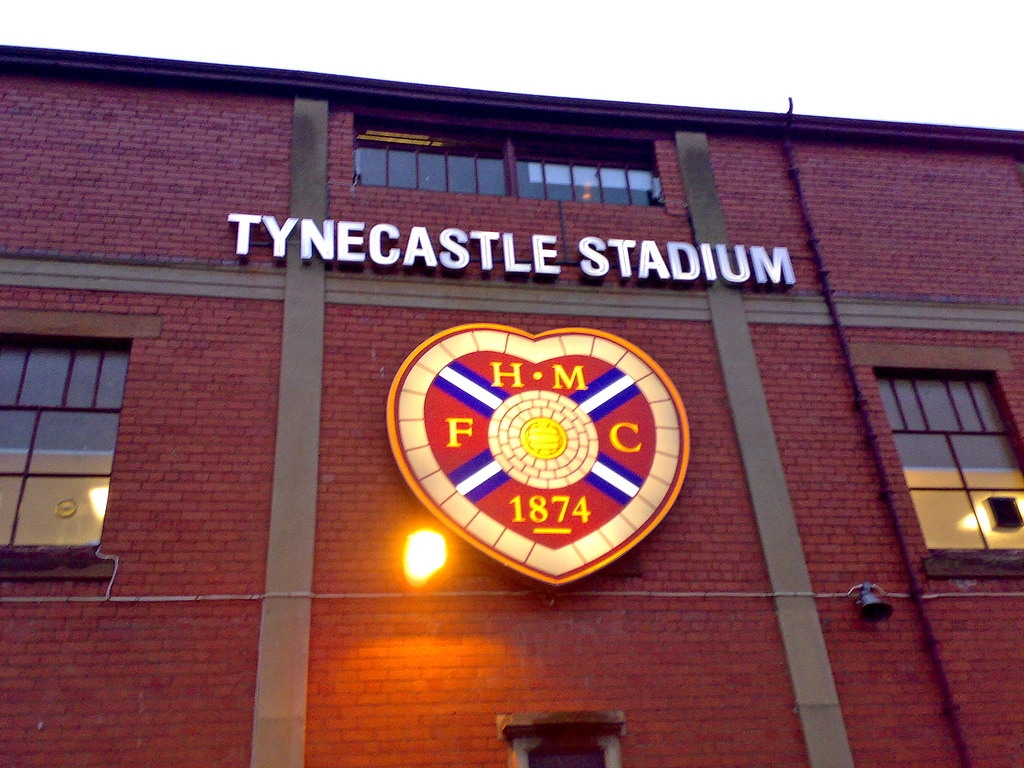
Tynecastle Stadium, estádio do Hearts, e palco de duas finais "mundiais" de clubes: Sunderland x Hearts em 1895 e Hearts x Tottenham em 1902.

O primeiro clube de futebol do mundo foi o inglês Sheffield FC, fundado em outubro de 1857. A competição entre clubes mais antiga do futebol, a Copa da Inglaterra, foi criada em 1871, e a segunda, a Copa da Escócia, foi criada dois anos depois. Já em 1887, um clube se proclamou "campeão mundial de futebol": o escocês Hibernian, campeão da Copa da Escócia, que fez isso ao vencer o inglês Preston North End. Porém, o troféu "mundial" de clubes mais antigo do mundo é o dado ao escocês Renton após sua vitória de 1888 sobre o inglês West Bromwich Albion, um pequeno troféu que atualmente se encontra no Museu do Futebol Escocês, no estádio de Hampden Park, em Glasgow, Escócia. O Heart of Midlothian também se declara campeão mundial por ter vencido o duelo "Escócia x Inglaterra" em 1902.
Os clubes britânicos se declaravam campeões mundiais pelo confronto "Escócia X Inglaterra" até 1902, embora em 1901 já existissem competições de clubes em outros países: Argentina (desde 1891), França (desde 1894), Bélgica (desde 1896), Holanda (desde 1897/98) Suíça (desde 1897/98), Império Austro-Húngaro (a Challenge Cup, desde 1897/98), Itália (desde 1898) e Uruguai (desde 1900) inclusive tendo sido disputada uma competição internacional de clubes já no ano de 1900, a Copa Van der Straeten Ponthoz (que levava o nome do Conde belga que a patrocinava), disputada a partir de 1900 em Bruxelas com clubes de Holanda, Bélgica e Suíça, e que foi considerada à época na Bélgica como o "título europeu de clubes", tendo sido disputada de 1900 até 1907, e substituída em 1908 pela Copa Jean Dupuich.[carece de fontes?] Porém, nesse período o futebol britânico era considerado como sendo de um nível muito superior ao do resto do mundo; desta forma, a ideia de superioridade do seu futebol levou os britânicos a considerarem até 1901 o confronto Escócia x Inglaterra como sendo o "título mundial de clubes". Esse pensamento é análogo ao que levou os espanhóis, quando do título do Real Madrid na Copa Intercontinental de 1960, a considerarem esta como "título mundial de clubes".

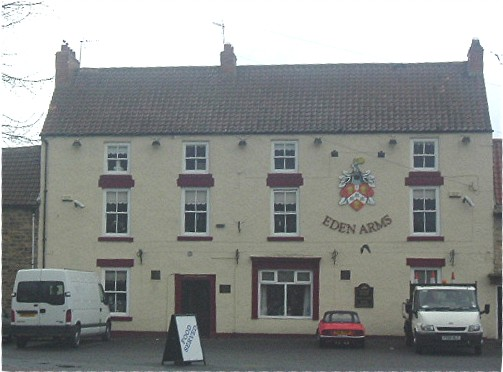
Hotel Eden Arms, em West Auckland, Inglaterra. O hotel guardava o Troféu Sir Thomas Lipton, o troféu da primeira "Copa do Mundo de Clubes", vencida pela equipe do West Auckland em 1909 e 1911. O troféu acabaria sendo roubado e nunca mais encontrado

Em 1906, a FIFA (fundada dois anos antes) cogitou pela primeira vez organizar uma competição internacional de clubes, mas a ideia não foi à frente, e a FIFA direcionou-se ao futebol de Seleções, primeiramente com o Torneio Olímpico de Futebol a partir de 1908 e posteriormente com a Copa do Mundo a partir de 1930.[carece de fontes?]
Segundo a FIFA, a primeira tentativa efetiva de que se tem notícia de criar um torneio mundial de futebol, antes mesmo da Copa do Mundo de 1930, ocorreu não com seleções mas com clubes: o Troféu Sir Thomas Lipton, disputado em Turim em 1909/1911 por clubes de quatro países europeus (Inglaterra, Itália, Alemanha e Suíça), nomeado em homenagem ao empresário escocês que o patrocinou, e vencido pela equipe amadora inglesa do West Auckland, que ficou com posse definitiva do troféu por tê-lo conquistado duas vezes consecutivas. Em 1908, um ano antes do Troféu Sir Thomas Lipton, foi realizada também na Itália uma competição semelhante, com equipes de Alemanha, França, Suíça e Itália, o Torneo Internazionale Stampa Sportiva, vencido pelo suíço Servette.[carece de fontes?] Porém, apesar da semelhança entre as duas competições, o Trofeú Sir Thomas Lipton é a competição citada pela FIFA como a primeira tentativa de que se tem notícia de se fazer uma Copa do Mundo.
Em 1927, surge a "Copa da Europa Central", a Mitropa Cup, considerada a primeira competição internacional de clubes a ter tido grande impacto na Europa, primeiramente com clubes de Áustria, Hungria, Checoslováquia e Iugoslávia, mas em edições posteriores contando também com clubes de Itália, Suíça e Romênia. Na verdade, a Challenge Cup, disputada de 1897 a 1911, já contava com clubes austríacos, checos e húngaros, mas nesta época, anteriormente ao fim da Primeira Guerra Mundial, todos estavam sob a soberania do Império Austro-Húngaro, portanto não sendo uma competição "internacional" propriamente.[carece de fontes?]

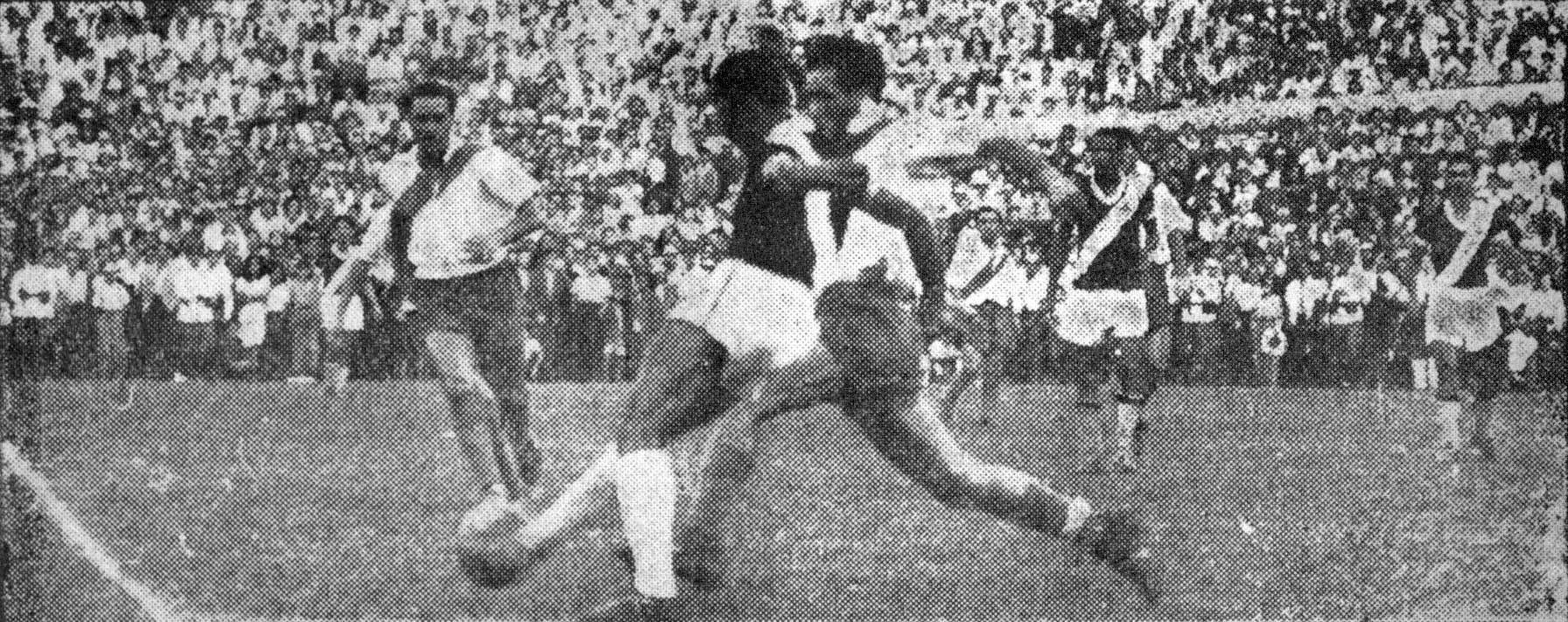
Partida entre Vasco e River Plate, partida decisiva do Campeonato Sul-Americano de Campeões de 1948, primeiro torneio no modelo "torneio entre campeões"

Em 1930, surge a Copa do Mundo da FIFA (de seleções). No mesmo ano,  por iniciativa do Servette (Suíça), foi realizado um "contraponto" "versão clubes" à Copa do Mundo: a "Copa de Nações", contando com representantes de várias nações europeias, sendo que as federações grega e norueguesa de futebol reclamaram por não terem sido convidadas a participar.[carece de fontes?] O árbitro da final foi Stanley Rous, cujo nome estaria mais tarde associado à FIFA, à Copa Rio Internacional, à International Soccer League e por fim à proposta original da Copa do Mundo de Clubes da FIFA. O campeão do torneio de 1930 foi o clube húngaro Újpest. Em 1937, foi disputada uma competição semelhante à de 1930, o Torneio da Exposição Internacional de Paris, vencido pelo Bologna.[carece de fontes?]
Logo em seguida, veio a Segunda Guerra Mundial (1939-1945) interrompendo vários eventos esportivos, como a Copa Mitropa (que era a competição internacional de clubes mais importante no mundo na época).[carece de fontes?]
Após o final da 2ª Guerra Mundial, no final dos anos 1940 voltaram a ser realizados importantes torneios internacionais de clubes: o Campeonato Sul-Americano de Campeões (1948) e a Copa Latina (a partir de 1949), que foram os primeiros torneios criados no modelo "torneio de campeões". Na época, as duas entidades internacionais oficiais do futebol então existentes (FIFA e CONMEBOL) não organizavam competições de clubes diretamente, mas seus dirigentes participavam da organização: o chileno Luiz Valenzuela, então presidente da CONMEBOL, participou da organização do Campeonato Sul-Americano de Campeões, enquanto na Europa Jules Rimet e Ottorino Barassi participavam da criação da Copa Latina.

## Copa Rio Internacional

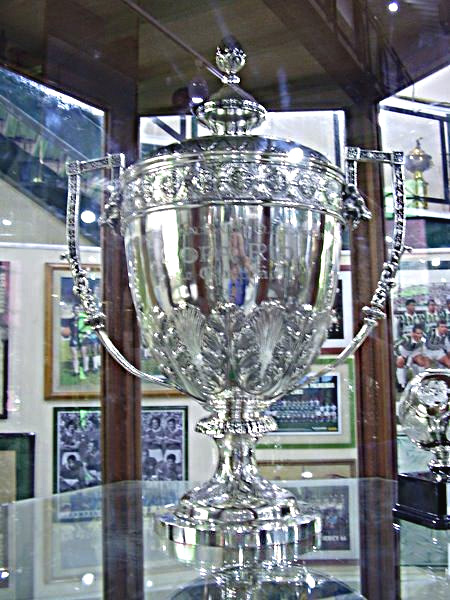
Copa Rio de 1951

Segundo o jornal O Estado de S. Paulo de 22 de julho de 1950, foi Stanley Rous quem propôs à CBD em 1950 (quando ele era secretário-geral e um dos vice-presidentes da FIFA) que a CBD realizasse um "torneio de campeões de todos os países filiados à FIFA", competição que em 1951 tomou forma na Copa Rio Internacional e contou com a participação do próprio Rous em sua organização (ainda que o "pai original" da ideia não tenha sido Rous: de acordo com o jornal italiano La Stampa de 21 de julho de 1951, a ideia foi originalmente lançada durante a Copa do Mundo de 1950 pelo jornalista britânico Frank Thompson do jornal The Daily Mirror de Londres). Após a Copa do Mundo, o jornalista francês Albert Laurence, em sua coluna no Jornal dos Sports e o Jornal do Brasil, atribuía ao jornalista Mário Filho a ideia da Copa Rio devido ao sucesso do Mundial de 1950, o jornalista sugeriu um novo torneio, chamando-a de Torneio Mundial dos Campeões e Campeonato Mundial de Quadros de Clubes Campeões.

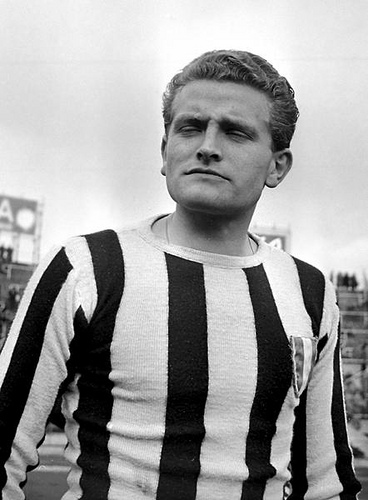
Giampiero Boniperti, da Juventus, artilheiro da Copa Rio de 1951.

A Copa Rio Internacional foi originalmente idealizada em julho de 1950, como uma "versão clubes" da Copa do Mundo de 1950, objetivando contar com os clubes campeões dos países participantes daquela Copa: o planejamento original da Copa Rio era contar com dezesseis clubes campeões, o mesmo número de participantes originalmente planejado para a Copa do Mundo de 1950, mas mediante as dificuldades para trazer quadros estrangeiros, reduziu-se para oito o número de participantes, a serem os campeões dos dois principais estados do Brasil (Rio de Janeiro e São Paulo) e os campeões de seis entre oito outros países (Portugal, Itália, Inglaterra, Uruguai, Espanha, Escócia ou Suécia, e talvez Argentina, substituindo um dos europeus), considerados as maiores forças do futebol à época, seja pela sua colocação na Copa do Mundo de 1950 (Uruguai, Suécia, Espanha), pela sua tradição no futebol (Itália, Escócia, Inglaterra), com o campeão de Portugal cogitado em função dos laços afetivos com o Brasil e o campeão da Argentina cogitado para substituir um representante europeu e equilibrar em 4-4 o número de clubes de cada continente na competição. Segundo o Jornal dos Sports (edição 6525, de 29 de novembro de 1950), a possibilidade de participação de uma equipe sueca fora aventada pelo Sr. Castello Branco (presidente do Conselho Técnico da CBD), haja vista a colocação da Suécia na Copa do Mundo de 1950. Porém, o tricampeão sueco Malmö FF não foi convidado porque não havia agradado em excursão anterior ao Brasil. Mário Filho também propôs que fossem doze clubes participantes e não oito, pois segundo ele, o número oito limitava a competição. Ao vislumbrar quais quatro clubes seriam convidados adicionalmente caso fosse concretizada a proposta de doze clubes, Mário Filho citou equipes de Suécia, Iugoslávia, Áustria e o campeão do Torneio Rio-São Paulo. A proposta que acabou sendo adotada, contudo, foi a de 8 clubes, a serem os campeões de Rio de Janeiro, São Paulo, Uruguai, Portugal, Itália, Espanha, Escócia e Inglaterra. Porém, os possíveis representantes espanhol, inglês e escocês (Barcelona ou Atlético de Madrid; Tottenham ou Newcastle; Hibernian)[carece de fontes?] declinaram o convite e foram substituídos por equipes de França, Áustria e Iugoslávia. Em função do contexto dos pós-2ª Guerra (ocupação da Alemanha pelas potências vencedoras da Guerra e divisão do país; formação da "Cortina de Ferro"), alguns países (como Alemanha, União Soviética, Checoslováquia, Hungria, Polônia, Romênia) não participaram da Copa do Mundo de 1950 e não foram convidados à Copa Rio (por exemplo, clubes da Alemanha, por Lei Federal,[carece de fontes?] só poderiam sair do país com autorização das Autoridades de Ocupação de sua área). Ottorino Barassi teria tentado amenizar as hostilidades entre a CBD e a AFA (a Associação Argentina de Futebol), e garantir um convite a um representante argentino à competição,[carece de fontes?] mas não logrou sucesso, e a CBD decidiu não convidar representantes da Argentina, em função da mesma não ter participado da Copa do Mundo de 1950. o que por sua vez ocorreu em virtude de relações ruins com a CBD,[carece de fontes?] A CBD tampouco planejava contar com equipes da França pelas mesmas razões (a não participação desta na Copa do Mundo de 1950), mas acabou convidando o campeão francês Nice dado que não houve interesse dos clubes espanhóis, sobrando a vaga deste país.
A Copa Rio Internacional foi a primeira competição de clubes de que se tem notícia de abrangência intercontinental, incluindo clubes de mais de um continente: comentando o início da competição, o Jornal dos Sports (edição 6698, de 28 de junho de 1951) chama o torneio brasileiro de "o maior entre todos" e primeiro torneio de clubes de caráter mundial, com equipes de América do Sul e Europa. A matéria lista os torneios internacionais de clubes que até então haviam tido relevância internacional (Mitropa Cup, Campeonato Sul-Americano de Campeões, Copa Latina, o Torneio da Exposição Internacional de Paris vencido pelo Bologna), mas que, segundo o jornal, haviam ficado limitados à esfera continental. Além do conceito de competição mundial, no início dos anos 1950, com a Copa Rio e seus torneios sucessores, surgiu o conceito de competição intercontinental: a imprensa portuguesa, por exemplo, em 1953 citou a "característica euro-sul-americana" da Copa Rivadavia.
A Copa Rio Internacional foi criada para indicar o campeão mundial de clubes, como atestado pelos jornais da época, que nos anos de sua formulação (1950) e de sua primeira edição (1951) a trataram como Torneio Mundial de Clubes e/ou Torneio Mundial de Campeões, tanto jornais brasileiros como alguns jornais europeus, como um da Áustria. Por exemplo, o jornalista austríaco Willy Meisl (que escrevia para os Jornal dos Sports brasileiro, entre outros) divulgou em 1950 o projeto da Copa Rio na revista de Londres World Sports como sendo o "World Soccer Championship for Clubs". Outro exemplo, em 1952, o jornal Última Hora afirma que "não se pode comparar a Copa Rio, que quer ser um verdadeiro Campeonato Mundial de Clubes campeões, com qualquer tournée". Segundo o artilheiro da competição Giampiero Boniperti, a Copa Rio foi entendida como Mundial de Clubes por ele e seus companheiros de Juventus. Além do tratamento como Mundial, foi tratada como Torneio dos Campeões e/ou Copa dos Campeões não só no Brasil, mas em vários países (sobretudo os países participantes da Copa do Mundo de 1950), como Itália, Espanha, Portugal, Áustria, México, cujo campeão Atlas pediu sua inclusão no torneio, e Uruguai, que candidatou-se a sediar a segunda edição do evento.[carece de fontes?] Ademais, a Copa Rio inspirou a criação da Copa dos Campeões da Europa e consequentemente da Copa Intercontinental.
Os jornais da época confirmam que, após o título na competição, o Palmeiras se considerou e foi saudado pela imprensa brasileira como campeão mundial de clubes. Os jogadores que participaram da conquista sempre se consideraram campeões mundiais: pouco antes da Copa Europeia/Sul-Americana de 1999 entre Palmeiras e Manchester United, os goleiros Fábio Crippa e Oberdan Cattani deram uma entrevista reclamando do fato da imprensa brasileira não dar o devido reconhecimento ao fato que o Palmeiras "já tinha um mundial", referindo-se à Copa Rio de 1951.[carece de fontes?] A despeito dos jornais da época (1950 e 1951) confirmarem que a Copa Rio foi criada com o objetivo de ser um Torneio Mundial de Clubes Campeões e que o Palmeiras foi então saudado como campeão mundial, posteriormente boa parte da imprensa brasileira não deu mais esta importância ao título; por exemplo, em 1971, a Revista Placar publicou ter sido o Santos o primeiro clube brasileiro campeão do "mundial interclubes", ao que um leitor respondeu que o primeiro clube brasileiro campeão mundial foi o Palmeiras em 1951, ao que a Revista respondeu que a Copa Rio "nada tinha tido" de título mundial.

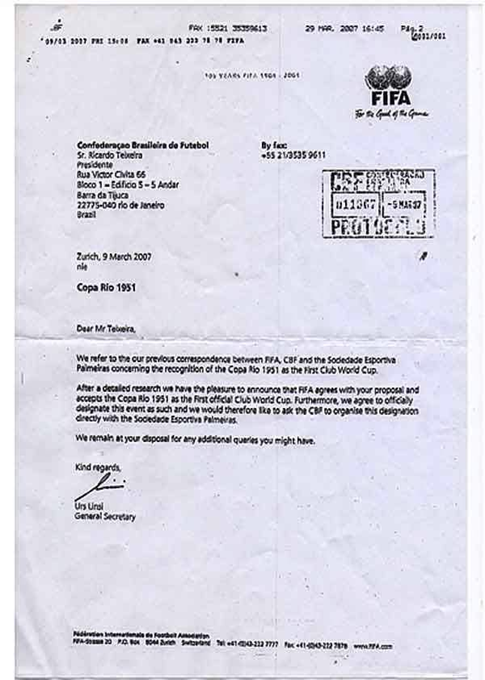
Fax do então secretário-geral da FIFA, Urs Linsi ao então presidente da CBF, Ricardo Teixeira, reconhecendo em 2007 a Copa Rio de 1951 como a primeira copa do mundo de clubes.

No final de março de 2007, dirigentes do Palmeiras apresentaram um fax, que havia sido encaminhado e assinado pelo então secretário-geral da FIFA, Urs Linsi ao então presidente da CBF, Ricardo Teixeira, no dia 9 de março de 2007, que atestava que a primeira edição da Copa Rio em 1951, tinha sido a primeira Copa do Mundo de Clubes oficial da história.
Em 23 de abril de 2013, o então secretário-geral da FIFA, Jérôme Valcke, enviou um fax ao então Ministro do Esporte, Aldo Rebelo, que novamente atestava que a primeira edição da Copa Rio em 1951 vencida pelo Palmeiras, tinha sido a primeira Copa do Mundo de Clubes oficial da história.
Em 7 de junho de 2014 a Copa Rio Internacional de 1951 foi reconhecida pela FIFA como a primeira competição mundial de clubes da história, através de uma ata que reconheceu tal fato, em reunião realizada pelo Comitê Executivo da FIFA, que ocorreu no hotel Grand Hyatt, em São Paulo.
Em 21 de novembro de 2014, o Ministério do Esporte do Brasil recebeu documento de reconhecimento da FIFA em relação à Copa Rio de 1951, no qual afirma que a competição equivale a um mundial de clubes.  A informação veio por meio de uma cópia da ata da reunião do Comitê Executivo da entidade máxima do futebol que confirmou o Palmeiras como o primeiro campeão mundial interclubes, intitulado "Reconhecimento da Copa Rio 1951 como a Primeira Copa Mundial de Clubes", o documento afirma que "depois do grande sucesso da Copa do Mundo FIFA no Brasil em 1950, a CBD decidiu promover outro campeonato em parceria com a FIFA visando elevar a qualidade técnica do esporte. Isso foi alcançado na Copa Rio de 1951".

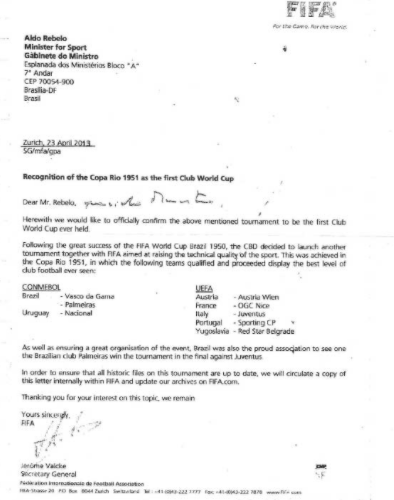
Fax do então secretário-geral da FIFA, Jérôme Valcke ao então Ministro do Esporte, Aldo Rebelo, reconhecendo em 2013 a Copa Rio de 1951 como a primeira copa do mundo de clubes.

No dia 18 de dezembro de 2015, a FIFA voltou a declarar que o Palmeiras é detentor do título da primeira competição mundial entre clubes da história que foi realizada em 1951, como o presidente Joseph Blatter havia garantido para a CBF e para a própria diretoria do clube durante a Copa do Mundo de 2014. A nova confirmação foi dada por meio de um documento oficial ao jornal O Estado de S. Paulo, diretamente da sede da entidade máxima do futebol na Suíça. Um porta-voz da FIFA enviou um texto onde declara o torneio disputado em 1951 entre clubes europeus e sul-americanos como a primeira competição mundial de clubes e o Palmeiras como o seu vencedor".
No dia 22 de julho de 2016, a FIFA exaltou o aniversário de 65 anos do título da Copa Rio de 1951, conquistado pelo Palmeiras, naquele que foi o primeiro Mundial de Clubes da história. A entidade postou o seguinte: "Verde é a cor da inveja. O 'Verdão' foi invejado pelo mundo neste dia, há 65 anos. Inspirado por Liminha, o Palmeiras venceu um time da Juventus que tinha Giampieri Boniperti e um grande trio de dinamarqueses para se tornar o primeiro campeão global do esporte". Posteriormente, a entidade mudou a nomenclatura para "primeiro campeão intercontinental mundial de clubes".

Em 2021, a FIFA divulgou uma matéria em seu site oficial da Copa do Mundo de Clubes apresentando uma parte da história do Palmeiras, onde cita a Copa Rio de 1951 com o seguinte texto no começo da matéria: "Um campeonato mundial havia sido sonhado e discutido por anos por alguns dos maiores artilheiros do futebol, entre eles Jules Rimet(Então presidente da FIFA), Ottorino Barassi e Stanley Rous - e finalmente foi marcado para 1951 no Brasil. A competição com oito equipes envolveu algumas das principais equipes da Europa, o gigante uruguaio Nacional e a dupla brasileira Vasco da Gama e Palmeiras". Além do trecho sobre a Copa Rio de 1951, a FIFA repostou na mesma matéria pela segunda vez, a matéria de 2016 com o termo mundial postada em suas redes sociais. 
Em entrevista ao UOL realizada em Zurique, o ex-presidente da FIFA Joseph Blatter disse a seguinte afirmação: "Devemos reconhecer que o Palmeiras foi o primeiro campeão mundial de clubes e ponto final. Foi o primeiro."
Em agosto de 2022, durante uma entrevista ao programa The Noite, Cafu (ex-jogador de futebol e duas vezes campeão mundial pela Seleção Brasileira na Copa do Mundo FIFA de 1994 e 2002) declarou no programa que o Palmeiras tem mundial. Cafu faz parte do comitê de stakeholders da FIFA, e disse ter acesso aos arquivos da entidade, incluso a documentação que comprova tal fato sobre a Copa Rio de 1951.

### Reação da FIFA

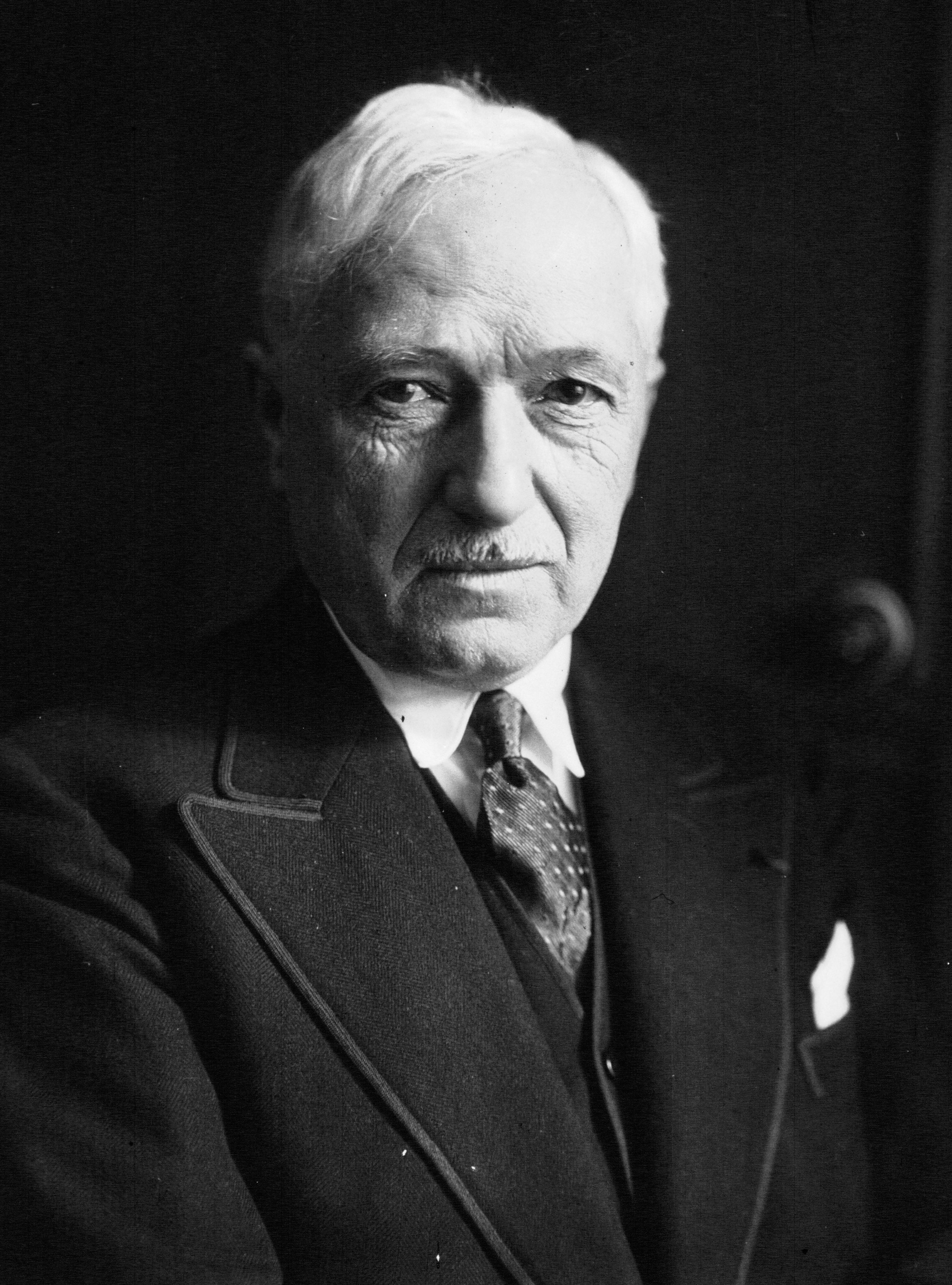
Jules Rimet, o criador da Copa do Mundo de seleções, aprovou o modelo da Copa Rio Internacional.

A ideia de que a própria FIFA deveria se envolver em competições internacionais de clubes data pelo menos do fim dos anos 1940, com a criação da Copa Latina por Ottorino Barassi e Jules Rimet em 1949, pouco antes do "relançamento" do futebol mundial com a Copa do Mundo de 1950.[carece de fontes?]
Em 21 de julho de 1950, o Jornal dos Sports publicava que, em um almoço na sede do Fluminense FC, o jornalista Mário Filho, diretor do citado jornal, propusera a realização de um Campeonato Mundial de Clubes. A mesma matéria salienta o apoio que o projeto recebeu dos mais importantes dirigentes da FIFA, Ottorino Barassi e Jules Rimet.
Em janeiro de 1951, o representante espanhol no Comitê Executivo da FIFA sugeriu expandir a Copa Latina para incluir equipes campeãs de países sul-americanos. Comentando o fato ao correspondente do Jornal dos Sports em Paris, o presidente da FIFA Jules Rimet confirmou que a Copa Latina foi criada pela FIFA, que contudo não participava da organização da mesma, que ficava a cargo das federações nacionais dos 4 países envolvidos, mas que ele aprovava a proposta de expansão. Nesta mesma entrevista, Rimet foi perguntado sobre outro projeto, o "Torneio Mundial dos Campeões", a ser realizado em junho de 1951 no Brasil. Rimet afirmou que não havia sido oficialmente informado, que o nome "Campeonato Mundial de Futebol" pertencia à FIFA e não poderia ser utilizado em outro torneio além da Copa do Mundo da FIFA, mas que nomenclaturas pouco importavam e ele apoiava este projeto, que considerava "maravilhoso", afirmando que "se um clube do Rio pedir autorização da FIFA para organizar este torneio mundial, não há dúvida que será deferido", e que o sucesso da Copa Rio visaria o sucesso da Copa do Mundo de 1950. Nesta ocasião Rimet afirmou que conheceu a proposta da "Copa Rio - Torneio Mundial dos Campeões" em 1950 através do "pai" da ideia, o jornalista Mário Filho, e que Rimet lhe prometera apoio moral sem restrições, e que Stanley Rous, Ottorino Barassi e Albert Laurence se comprometeram a trazer os participantes europeus à competição.
A iniciativa brasileira em criar a Copa Rio Internacional levou jornalistas a questionarem, em Lisboa em abril de 1951, o presidente da FIFA Jules Rimet sobre o envolvimento da FIFA no "Campeonato Mundial de Clubes do Rio", ao que ele respondeu que a competição não foi submetida à FIFA e que era de responsabilidade exclusiva da CBD. Jules Rimet esclareceu posteriormente que a Copa Rio não precisava de autorização oficial da FIFA, por tratar-se uma competição entre clubes, não entre seleções, bastando a FIFA ser comunicada, mas que ele pessoalmente aprovava a organização da competição, dava seu apoio moral e simpatia, e acreditava que a mesma teria grande sucesso. Em suas declarações, Rimet chamou a competição de Copa Rio e de Torneio Mundial dos Campeões, afirmou também que a Copa Rio tratava-se de um "torneio de importância e relevo mundiais, é claro, mas não de um campeonato mundial, já que a expressão Campeonato do Mundo de Football era propriedade da FIFA". Rimet também qualificou o projeto como "feliz ideia", dizendo que a ideia havia sido proposta por Mário Filho já antes da Copa do Mundo de 1950.
Segundo a imprensa italiana, a competição foi um "projeto impressionante" que teve uma recepção entusiástica dos executivos da FIFA, Jules Rimet e Stanley Rous em particular, de maneira que a competição foi criada "quase tendo o rótulo oficial" da FIFA.
Dirigentes ligados à FIFA tiveram ligação com as tentativas de trazer clubes europeus à competição. O dirigente italiano Ottorino Barassi (então presidente da Federação Italiana, Secretário-Geral e vice-presidente da FIFA) e a CBD foram os responsáveis mais diretos pela concretização do projeto, sendo que Barassi atuou no recrutamento de quadros europeus para vir ao Brasil somente em 1951, consultado em 1952 e 1953 (em 1953, para a Copa Rivadavia, Barassi foi incumbido de recrutar somente o representante italiano), nesses últimos anos, foi a CBD que viajou a Europa para recrutar os clubes. Enquanto Stanley Rous (então presidente da Federação Inglesa, Secretário-Geral e vice-presidente da FIFA) atuou na mesma função em 1951. Vale notar que a revista "O Globo Sportivo" (dirigida por Roberto Marinho e Mario Filho) confirma que Ottorino Barassi, Stanley Rous e Jules Rimet prestigiaram a ideia da Copa Rio, mas não confirma a versão (comumente citada) que Rimet nomeou Barassi para atuar na Copa Rio em nome da FIFA; o Jornal dos Sports de 29 de novembro de 1950 informa que Barassi foi encarregado pela CBD (não pela FIFA) para trazer clubes da Europa e que pela "regulamentação feita por Barassi", seria disputada somente na "capital do futebol mundial" em 1951, o Rio de Janeiro.
A edição de 1951 da Copa Rio chegou a ser, por um breve período (março/abril de 2007), reconhecida pela FIFA como sendo uma Copa do Mundo de Clubes, e desde agosto de 2014 a posição da FIFA é reconhecê-la como o primeiro torneio entre clubes europeus e sul-americanos em nível mundial, mas sem equipará-la oficialmente às edições Copa do Mundo de Clubes da FIFA.
Em 1952, novamente foi levantada a ideia de envolvimento da FIFA nas competições internacionais de clubes: comentando a dificuldade do Fluminense e da CBD em trazer clubes europeus àquela competição, e justificando esta dificuldade na incompatibilidade entre os calendários das competições de clubes dos diferentes países, o jornal O Estado de S. Paulo sugeriu que deveria haver o envolvimento da FIFA na programação das competições internacionais de clubes, afirmando que "o ideal, portanto, seria que os torneios internacionais, aqui ou no exterior, fossem disputados em épocas fixadas pela FIFA, ouvidas as federações vinculadas."

### Dificuldades para a realização

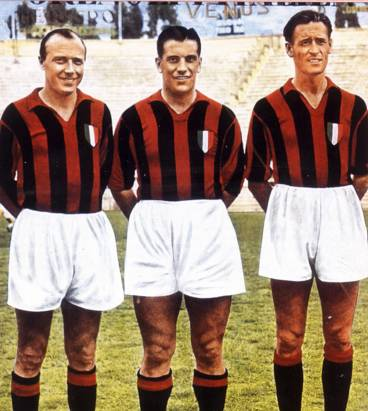
O trio Gre-No-Li em sua ordem: Gunnar Gren, Gunnar Nordahl e Nils Liedholm. Foi a impossibilidade de contar com estes jogadores após a Copa Latina a suposta razão para o então campeão italiano Milan ter declinado o convite para participar da Copa Rio de 1951 e ter cedido sua vaga ao Juventus, campeão anterior da Itália.

Se por um lado é fato comprovado, pelos jornais da época, que a Copa Rio foi criada com o intuito de ser o Campeonato Mundial de Clubes, por outro lado os mesmos jornais atestam que, já na própria época, a sensação era que a qualidade dos participantes ficou abaixo das intenções iniciais. O planejamento inicial da CBD era ter, na Copa Rio, os campeões de Rio de Janeiro e São Paulo como representantes do Brasil e os clubes campeões de seis países (Itália, Inglaterra, Portugal, Espanha, Uruguai, Escócia), mas em 1951 apenas três vagas (a metade) foram preenchidas por clubes destes países (Itália, Uruguai, Portugal), sendo que apenas em dois casos (Uruguai, Portugal) os clubes representantes era os vigentes campeões dos seus países. Isso, pois em 1951 o campeão italiano Milan preferiu a Copa Latina e cedeu sua vaga na Copa Rio ao Juventus;[carece de fontes?] a alegação era que, por força contratual, os jogadores estrangeiros do Milan tinham direito a férias após a Copa Latina e o Milan não queria participar da Copa Rio desfalcado. No caso dos clubes espanhóis, Ottorino Barassi disse à época que a Federação Espanhola de Futebol teria ficado receosa após a derrota de 6-1 para o Brasil na Copa do Mundo de 1950, e após a derrota do Atlético de Madrid para a Portuguesa de Desportos, por isso achando que seus campeões (Atlético de Madrid, da Liga, ou Barcelona, da Taça) não seriam páreo para os clubes brasileiros. O campeão escocês alegou que já tinha compromissos assentados há um ano para a mesma época do torneio.[carece de fontes?] Tudo considerado, quatro entre os oito clubes participantes, a metade (Juventus, Estrela Vermelha, Nice, Austria Viena), só foram convidados após a recusa dos convidados originais (Milan, Hibernian, Barcelona, Tottenham). A própria CBD não seguiu à risca o critério que ela própria formulara para a Copa Rio, convidar prioritariamente as equipes campeãs dos seus países, pois quando, mediante as recusas iniciais, decidiu-se convidar um clube austríaco, o convidado foi o Austria Viena (que havia terminado o Campeonato Austríaco em 3.º lugar), não o campeão austríaco Rapid de Viena; isso, pois o Rapid Viena não havia agradado em excursão feita anteriormente ao Brasil. Ao comentar o projeto da competição, Jules Rimet havia afirmado que seria um "verdadeiro milagre" se os brasileiros conseguissem levar a cabo um torneio tão importante em tão poucos dias, pois o campeão dos países europeus é conhecido em maio, às vezes em junho, além de haver outras dificuldades e tradições europeias a contornar.
Dado os participantes terem ficado abaixo das expectativas iniciais, houve críticas: por exemplo, em 24 junho de 1951, o jornal O Estado de S. Paulo publicou que, com aqueles participantes, o torneio deveria deixar de ser chamado de Mundial dos Campeões, pois não mereceria ser chamado nem de Mundial nem de Torneio dos Campeões. Mesmo com a presença de um clube da Itália, o jornal italiano Corriere dello Sport comentou que, após as recusas dos campeões de Espanha, Inglaterra e Escócia a participar, a competição se tornou um "torneio a convites". Após a final da Copa Rio de 1951, o italiano Vittorio Pozzo afirmou que a competição não teve maior êxito técnico por não terem participado representantes de Escócia, Inglaterra e Argentina, ao que o Jornal dos Sports respondeu que as Copas do Mundo de 1934 e 1938 vencidas pela Itália também foram marcadas por ausências de Escócia, Inglaterra e Uruguai, mas não tiveram sua legitimidade de mundiais contestada, e que Pozzo fez estas críticas apenas após a derrota do seu clube compatriota Juventus na final da Copa Rio.
Criticou-se também o fato do Brasil contar com dois representantes (campeões de RJ e SP) nas Copas Rio enquanto todos os demais países contavam com um (chegou-se a propor já em 1951 a criação da Taça Brasil para que pudesse haver na Copa Rio apenas um clube representativo de todo o Brasil), crítica do Jornal dos Sports que foi reforçada quando na Copa Rivadavia de 1953 o Brasil passou a contar com quatro representantes e os demais países com apenas um.

### Copa Rio de 1952

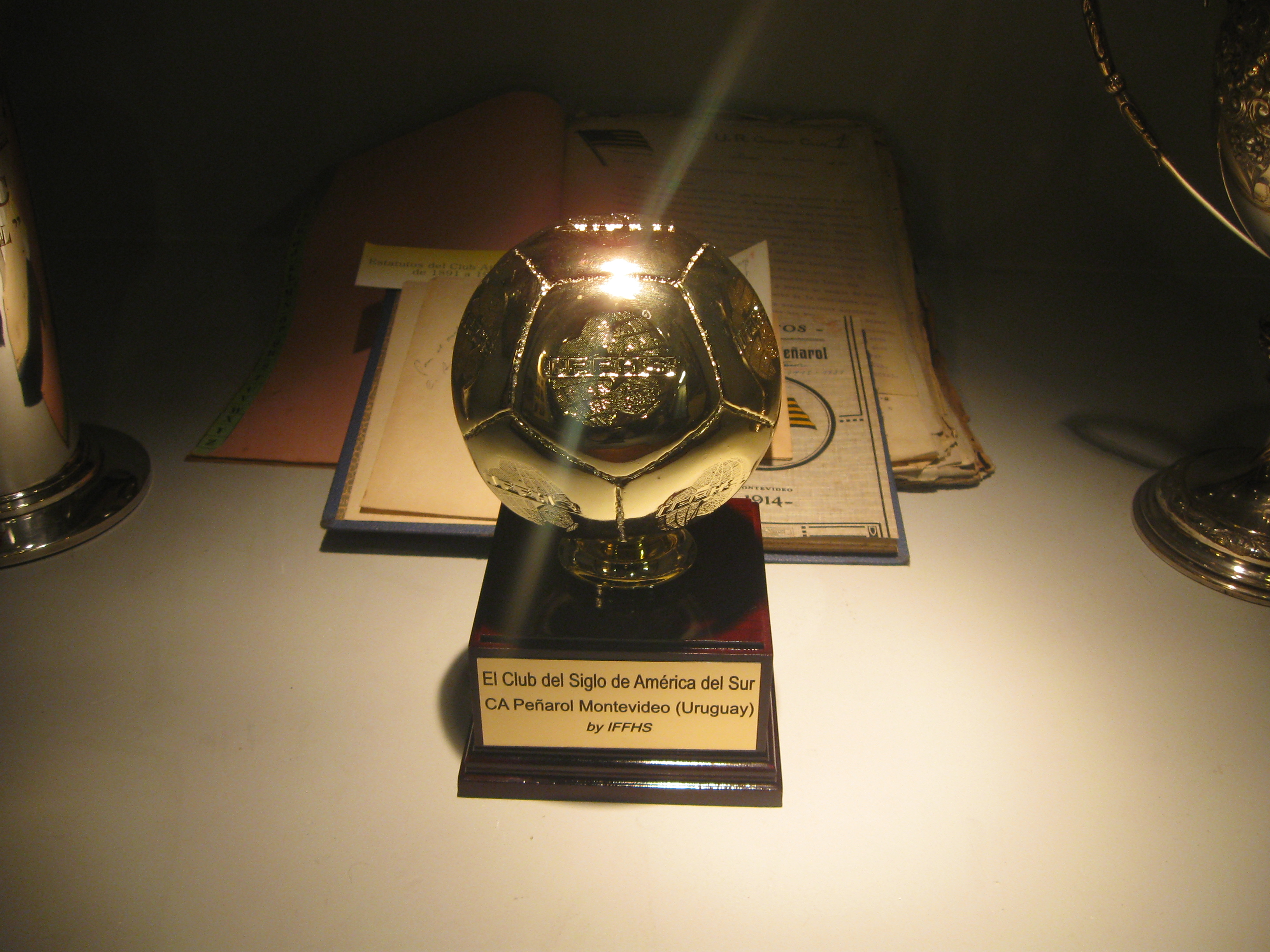
A grande atração estrangeira da Copa Rio de 1952 foi Club Atlético Peñarol, campeão nacional e base da Seleção Uruguaia campeã da Copa do Mundo de 1950, clube que receberia, pela Federação Internacional de História e Estatísticas do Futebol, reconhecimento como o melhor clube do século XX da América do Sul (o troféu acima).

Algumas fontes alegam que apenas a edição de 1951 da Copa Rio teve cunho de Mundial de Clubes. Entretanto, a edição de 1952 da Copa Rio também chegou a receber menção como troféu mundial pela imprensa da época, porém bem menos que a edição de 1951. Em 1951, entre quinze jornais brasileiros pesquisados, todos trataram a competição como Mundial de Clubes, enquanto em 1952, encontrou-se até hoje apenas três jornais tratando a segunda edição da competição como Mundial, os jornais Diário de Belo Horizonte, jornal Última Hora (cujos editores de esportes na época eram torcedores do Fluminense, organizador e campeão da Copa Rio de 1952), e Jornal dos Sports (capitaneado pelo jornalista Mário Filho, o idealizador da Copa Rio em 1950). Outra diferença entre as edições de 1951 e 1952 da Copa Rio foi quanto ao tratamento enquanto Torneio de Campeões. No início da competição de 1951, o jornal O Estado de S. Paulo sugeriu que o nome oficial da competição (Torneio Mundial dos Campeões) fosse mudado, dizendo que pela lista de participantes estrangeiros, o torneio não merecia ser chamado nem de Mundial nem de Campeões. Neste mesmo mês, a CBD declarou que as edições seguintes do torneio (depois da edição de 1951) não seriam tratadas oficialmente como Torneio de Campeões mas apenas como um torneio internacional. Possivelmente por essa razão, o torneio de 1952 foi tratado apenas como Copa Rio (e não como Mundial) pela imprensa, exceto pelos 3 jornais citados acima.[carece de fontes?] Essa é a explicação apresentada pelo jornal Mundo Esportivo de 9 de março de 1956: "As Taças Rio foram 2 ... A primeira foi vencida pelo Palmeiras e a segundo pelo Fluminense. A primeira disputa teve verdadeiramente um cunho de Torneio de Campeões, mas não foi nada oficial. O Palmeiras, com justiça, se considerou campeão mundial de clubes ao vencer a porfia." Outra diferença é que a Copa Rio de 1952 não estava no calendário original da CBD para aquele ano: seria disputada em 1953, mas foi antecipada para 1952 a pedido do Fluminense, pois o clube queria organizar a edição do torneio naquele ano no âmbito das celebrações do seu cinquentenário. Quando o Peñarol desistiu da disputa da Copa Rio de 1952, em virtude dos problemas ocorridos na primeira partida de semifinal contra o Corinthians, assim perdendo de W.O. para o Corinthians a segunda partida da semifinal, o vice-presidente do Peñarol declarou que o clube tinha vindo ao Brasil com a intenção de prestigiar o cinquentenário do Fluminense; em sua declaração, o dirigente uruguaio não fez nenhuma menção à disputa de título mundial de clubes.[carece de fontes?] Para os próprios clubes campeões, as duas edições da Copa Rio teriam tido significado diferente: em 21 de agosto de 1952, Mário Filho (o idealizador da Copa Rio, em 1950) publicou um artigo no Jornal dos Sports, dizendo que, enquanto em 1951 o Palmeiras se considerou o "campeão mundial de clubes" por vencer a Copa Rio, em 1952 o Fluminense não teve a mesma atitude, não deu a mesma dimensão à sua conquista da Copa Rio e a tratou como um "torneiozinho", postura esta do Fluminense da qual Mário Filho discordava e lamentava, pois ele era da opinião de que as duas edições do certame haviam tido o mesmo nível técnico, apesar de reconhecer que muitos consideravam a segunda Copa Rio como sendo de nível técnico inferior à primeira. Até o ano de 2000, não havia menções ao Fluminense considerar-se campeão mundial pelo título da Copa Rio de 1952 em anos recentes, porém o clube editou revista sobre a conquista em 1952 tratando o Fluminense como "campeão dos campeões do mundo", "empunha o Fluminense um troféu mundial", a competição como "Torneio de Futebol dos campeões do mundo", entre outros adjetivos, corrigindo o citado comentário de Mário Filho no mês anterior;[carece de fontes?] a partir de 2000, em coerência ao pleito palmeirense relativo à Copa Rio de 1951, o Fluminense solicitou à FIFA reconhecimento da Copa Rio de 1952 como Mundial de Clubes, tendo renovado a solicitação de reconhecimento em 2014.

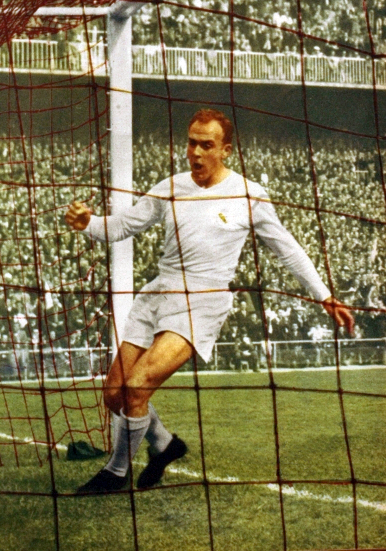
Alfredo Di Stéfano foi o grande nome do Millonarios na Pequena Taça do Mundo de 1952, torneio venezuelano em que ele enfrentou, em 2 partidas, o Real Madrid, clube do qual se tornaria o maior ídolo.

Sobre os participantes da Copa Rio de 1952, o planejamento original, em fevereiro de 1952, era contar com os campeões de Rio de Janeiro, São Paulo, Uruguai, Argentina, Áustria, Itália, Espanha e Inglaterra ou Escócia. Ottorino Barassi auxiliou nas tentativas de trazer clubes estrangeiros: foi ele que, em maio de 1952, deu notícias sobre a participação de Sporting (Portugal) e Austria Viena, assim como notícias das negativas de Barcelona (Espanha) e Hibernian (Escócia). Além de Barassi, no caso da Copa Rio de 1952 Jules Rimet teria atuado (sem sucesso) na tentativa de convencer o Barcelona (Espanha) a participar. A Copa Rio de 1952 chegou a ter seu início adiado em uma semana para que os clubes europeus participantes da Copa Latina não tivessem que abrir mão da sua participação no torneio brasileiro, ou seja, para que não ocorresse o que ocorreu com o Milan em 1951, porém, mesmo assim, na Copa Rio de 1952 não houve qualquer representante italiano ou francês. Na Copa Rio de 1952, tampouco se conseguiu contar com os clubes convidados de Espanha, Escócia, Inglaterra e Argentina, como já havia ocorrido na edição de 1951; ademais, o representante uruguaio Peñarol abandonou a Copa Rio de 1952 por W.O. nas semifinais contra o Corinthians. Além da Copa Latina, a Copa Rio de 1952 também sofreu concorrência da Pequena Taça do Mundo: Millonarios e Real Madrid foram convidados à Copa Rio de 1952, mas priorizaram participar do torneio venezuelano, ocorrido nas mesmas datas, com o qual os dois clubes já estavam comprometidos. Em 1952, o Fluminense (organizador da Copa Rio de 1952) chegou a ser alvo de pilhérias em função das sucessivas recusas de clubes convidados ao certame (Barcelona, Real Madrid, Juventus, Millonarios de Bogotá, Racing Avellaneda, Hibernian, Olympique de Nice, Dinamo Zagreb) "convida agora o Arranca Toco", diziam os gozadores. O Jornal dos Sports chegou a publicar em 1952 que a antecipação da segunda edição da Copa Rio (de 1953 para 1952) ocorreu à revelia de Ottorino Barassi e que, em 1952, ele não se esforçou (no recrutamento de clubes europeus) pelo sucesso da competição tanto quanto ele se esforçara em 1951, adicionando o jornal que a Copa do Mundo (de seleções) era, ao fim das contas, "a única paixão da FIFA". Assim como já ocorrera em 1951, o jornal O Estado de São Paulo em 1952 pressagiou o insucesso da competição mediante a recusa dos principais convidados a participar: em 25 de junho de 1952 o jornal declarou que, sem representantes de Argentina, Espanha, Itália e Inglaterra, a competição teria provavelmente malogro financeiro. Já o Peñarol chegou credenciado como o time base da Seleção Uruguaia campeã do mundo em 1950, quando foi representado por nove jogadores, sendo a grande atração estrangeira da competição.
Se por um lado alguns jornais da época opinam que o torneio de 1952 não teria tido o mesmo impacto e atratividade que o de 1951, por outro lado o torneio de 1952 teve atrações não observadas no torneio de 1951. Ao vir participar da Copa Rio de 1952, o FC Saarbrucken se tornou o primeiro clube alemão a visitar a América do Sul. À época, o Saarbrucken era campeão da Liga Sudoeste da Alemanha, perdendo a final do então regionalizado Campeonato Alemão para o Stuttgart, campeão da Liga Sul da Alemanha.[carece de fontes?] Durante a organização da Copa Rio de 1951, a CBD chegou a cogitar convidar um clube alemão, mas mediante as dificuldades para que um clube alemão saísse do seu país, a CBD não fez o convite em 1951; porém, foi feito o convite a clubes alemães em 1952, e diferentemente do Sttutgart e de outros clubes alemães, o FC Saarbrucken não precisava de autorização federal para ir ao exterior, pois era um clube do Protectorado de Sarre, região alemã então administrada pela França e mais tarde reanexada à Alemanha.[carece de fontes?]
A Copa Rio de 1952 também foi apontada como tendo introduzido uma evolução tática, o sistema de jogo 4-3-3, e entre os três jornais reproduzidos atualmente que a trataram como Mundial, o jornal Última Hora a tratou assim, o jornal Diário de Minas de Belo Horizonte (que estampou como manchete principal "Fluminense campeão do mundo") e o Jornal dos Sports. O Jornal dos Sports fazia citações do tipo "..o mais importante torneio de clubes campeões que se tem realizado no mundo" ou "Rio capital mundial do football", rebateu a opinião de alguns que a segunda Copa Rio teria tido nível técnico menor do que a primeira (em virtude das sucessivas recusas de alguns clubes convidados, como Millonários, Racing, Juventus, Barcelona, chegou-se a fazer pilhéria da organização da competição), além de afirmar que a vitória do Fluminense marcou uma curva decisiva na evolução tática do futebol brasileiro.

## Copa Rivadávia Corrêa Meyer

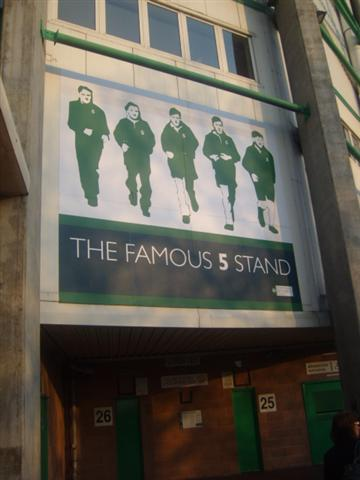
No estádio do Hibernian, uma ilustração d' "Os cinco famosos" (The Famous Five), quinteto ofensivo do Hibernian, composto de Gordon Smith, Bobby Johnstone, Lawrie Reilly, Eddie Turnbull e Willie Ormond, que foram o grande atrativo do clube perante o público brasileiro em 1953.

Em junho de 1952, o jornal O Estado de S. Paulo criticou a Copa Rio daquele ano, comentando que a competição não havia tido sua situação resolvida faltando menos de quinze dias para o seu início, e que, com tantas recusas de convidados europeus, afigurava-se um torneio desinteressante, e sugeriu organizar uma competição com mais clubes brasileiros (quatro) e menos estrangeiros, sugerindo que isso seria melhor do que insistir numa Copa Rio com clubes europeus desinteressantes. Segundo o jornal, o uruguaio Peñarol era, entre os 6 clubes estrangeiros na Copa Rio de 1952, o único de grande projeção internacional, aduzindo portanto que nenhum dos concorrentes europeus ao certame possuía grande projeção internacional, ainda que se pudesse dizer que o Austria Viena "já tinha praticado bom futebol", porém ainda assim sem grande projeção internacional. Em outubro de 1952, a CBD, por vontade dos próprios clubes brasileiros, alterou as regras que eram utilizadas na Copa Rio, aumentando o número de participantes brasileiros de 2 para 4, e substituindo o torneio por outro, que a partir de 1953 seria chamado de Torneio Octogonal Rivadávia Corrêa Meyer.
Porém, a competição acabou contando com 5 clubes brasileiros e 3 estrangeiros. O campeão uruguaio Club Nacional de Football foi convidado ao torneio, aceitou participar, mas foi proibido disso pela Associação Uruguaia de Futebol, forçada a tal decisão pelos clubes "pequenos" do Uruguai. Flamengo e Fluminense solicitaram a vaga do Club Nacional de Football, pois não havia tempo hábil para preencher a vaga com outro clube estrangeiro. Em reunião da CBD e da Federação Metropolitana de Futebol (então Federação de Futebol do Rio de Janeiro, então Distrito Federal), decidiu-se dar a vaga do campeão uruguaio ao Fluminense, seguindo o critério oficial de classificação de clubes brasileiros ao Torneio, a colocação no Torneio Rio-São Paulo de 1953.
A competição de 1953 sucessora da Copa Rio Internacional, a Copa Rivadávia Corrêa Meyer, também da CBD, também chegou a receber algum tratamento como Campeonato Mundial de Clubes, ao menos para o participante escocês Hibernian, alegando que ela era rotulada dessa forma pela CBD, sendo que, por razões até agora desconhecidas, este clube tinha anteriormente recusado o convite para participar da Copa Rio em 1951 e 1952, ocasiões em que foi substituído pelo Austria Viena. Segundo os jornais da época, a despeito da diferença entre a Copa Rio e a Copa Rivadavia no que diz respeito ao nome das competições e ao número de equipes brasileiras participantes, a Copa Rivadavia de 1953 foi tratada na Europa como uma edição da Copa Rio, tendo o torneio de 1953 recebido tratamento como Copa Rio também por alguns jornais brasileiros da época.
A Copa Rivadávia de 1953 contou com o Hibernian, então bicampeão escocês 1950-1951/1951-1952, um clube que foi um dos principais convidados aos torneios de 1951 e 1952, chegando a ser tratado em 1952 como o melhor time do futebol de clubes britânico numa época em que o futebol escocês era tão prestigiado quanto o inglês, tendo na época o mesmo número de títulos da Inglaterra no British Home Championship, e tendo inclusive o nível técnico da Copa Rio de 1951 sido criticado pela falta de um representante escocês.
Ottorino Barassi tentou, sem êxito, trazer um representante italiano à competição de 1953, que poderia ser Juventus, Internazionale ou Milan. Ottorino Barassi envidou esforços sobretudo para trazer o campeão italiano Milan ao Torneio Rivadavia, mas, como ocorrera nos anos anteriores,  isso não foi possível em virtude da participação do Milan na Copa Latina do mesmo ano. Barassi chegou a receber na Itália o representante da CBD, Manuel Furtado de Oliveira, que empreendeu um giro pela Europa para tratar da vinda de clubes daquele continente ao Torneio Rivadavia.

## Fim das competições internacionais de clubes organizadas pela CBD
As competições internacionais de clubes organizadas pela CBD não foram realizadas em 1954, pois neste ano houve a Copa do Mundo da FIFA (de seleções), e a FIFA proibia a organização de competições em paralelo à sua Copa do Mundo. Em 1955, a CBD organizou pela última vez um torneio internacional com a participação de clubes europeus, o Torneio Internacional Charles Miller, originalmente planejado como uma segunda edição do Torneio Octogonal Rivadavia que não houve. A Copa Rivadavia tinha sido por sua vez uma "caricatura da Copa Rio" de acordo com o jornal Última Hora. A edição de 18 de junho de 1955 do mesmo jornal, o jornalista francês Albert Laurence, afirma que o Torneio Internacional Charles Miller substituiu as antigas Copas Rivadavia e Copa Rio.

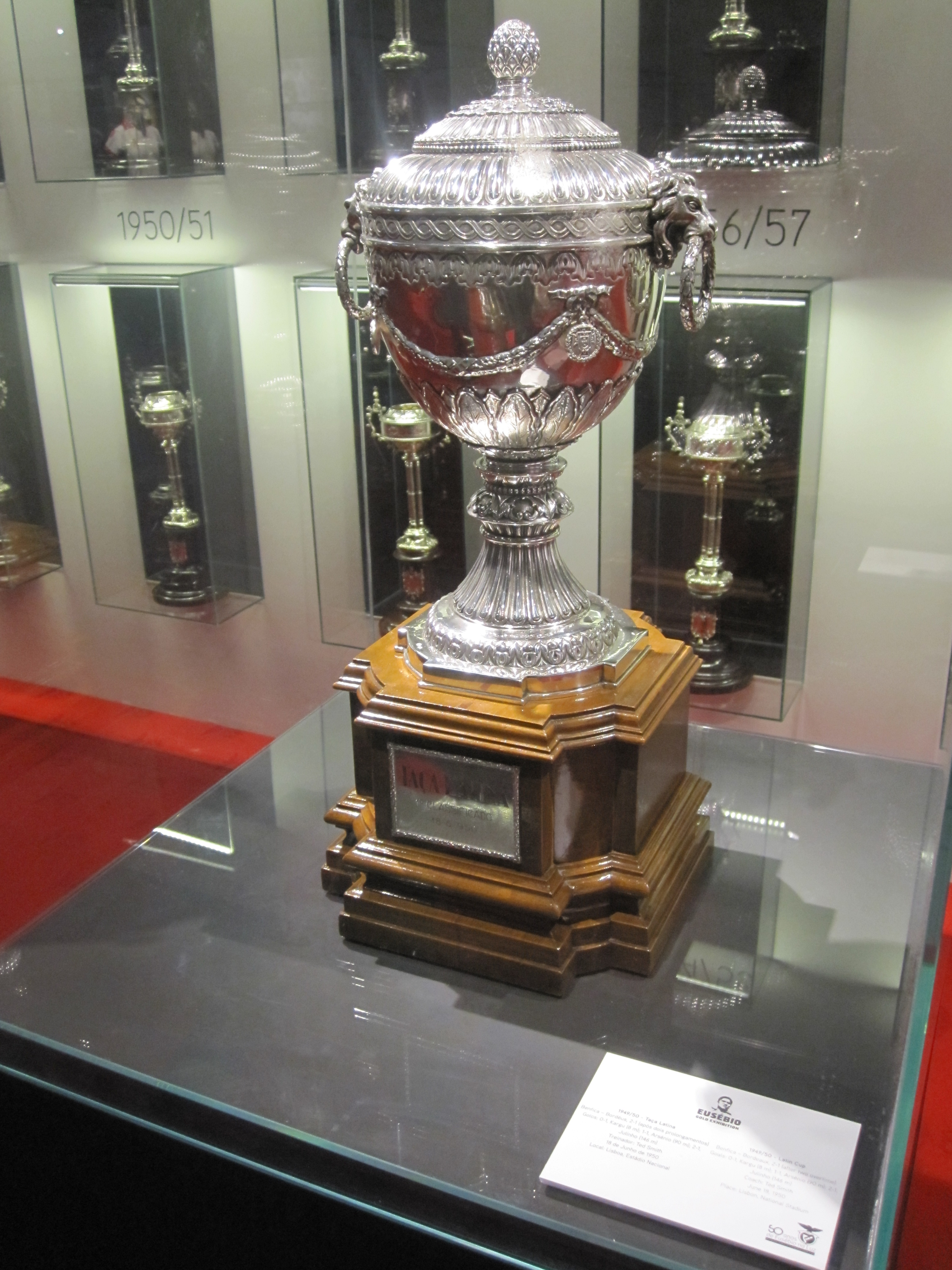
Disputada entre 1949 e 1957, a Copa Latina (troféu acima) foi uma competição incluindo os campeões de Itália, Espanha, Portugal e França. Era organizada pelas federações nacionais de futebol de todos os quatro países participantes, que eram os mesmos em todas as edições da competição.

Em 1955, segundo o jornalista Janos Lengyel do Diário da Noite, o "todo poderoso ditador" do esporte italiano Ottorino Barassi lhe disse que: "enquanto nós (ou seja, os brasileiros, a CBD) insistirmos em criar uma taça internacional marcando seu início para quando nos convier, estabelecermos suas condições técnicas e financeiras entre nós, e somente depois de tudo isso acertado, irmos à Europa à procura de clubes do Velho Mundo que se disponham a participar do torneio, teremos sempre grandes dificuldades. O caminho certo a seguir seria, caso se pretendesse continuar com os torneios internacionais no Brasil regularmente, designar previamente os países cujos campeões ou clubes de primeira linha seriam incluídos no torneio; estabelecer o período certo da competição, isto é, se a sua realização seria anualmente, de 2 em 2 anos, ou de 4 em 4 anos; reunindo em seguida os representantes desses países apontados, e estabelecer a data certa e todas as condições de disputa da taça. Assim, todas as federações interessadas saberiam, de antemão, que o campeão do ano, ou o clube que for designado, deveria seguir para o Brasil em época oportuna e não mais haveria necessidade de demarches desesperadas que sempre tem pouquíssima chance de sucesso. E o torneio teria o beneplácito e todas as garantias da FIFA, fator que asseguraria o seu desenrolar, administrativamente perfeito."
Em julho de 1961, foi especulado que o então presidente da CBD, João Havelange, queria o relançamento da Copa Rio Internacional para 1963, com o jornal Última Hora afirmando que a Copa Rio morreu em 1955 em função das dificuldades em trazer grandes equipes por causa da crise cambial da moeda brasileira, justificativa dada pelo diretor de Assuntos Internacionais da CBD. Em 1964, foi lançado o torneio do 4º centenário do Rio de Janeiro. Em julho de 1965 ocorreu o quadrangular organizado pelo Fluminense FC em homenagem ao 4º centenário do Rio de Janeiro.

## Pequena Taça do Mundo
De 1952 a 1957,[carece de fontes?] foi realizada em Caracas, organizada por empresários, porém sob os auspícios da Federação Venezuelana de Futebol, uma competição internacional de clubes chamada "Troféu Marcos Pérez Jimenez", em homenagem ao presidente do país. Esta competição acabou ficando informalmente conhecida como "Pequena Copa do Mundo", ou de forma equivalente, "Pequena Taça do Mundo", ainda que a própria imprensa venezuelana da época nunca tenha usado estes termos para se referir à competição. A despeito do nome pelo qual ficou conhecido este torneio, não existe, pelo menos até o presente momento, nenhuma evidência apontando participação de dirigentes da FIFA à competição ou participação de dirigentes da FIFA na sua organização.[carece de fontes?] Os principais atrativos desta competição eram clubes de Espanha e Brasil, sendo que na Espanha a imprensa tratou a competição como "Pequena Copa do Mundo" ou "o torneio de Caracas, pomposamente chamado de Pequena Copa do Mundo pelo seu organizador", e no Brasil a imprensa tratou esta competição como Torneio de Caracas e como "Pequena Copa do Mundo". Apesar de valorizada pelos clubes brasileiros, as evidências sugerem que não chegou a receber dos clubes brasileiros o mesmo grau de importância que estes deram a outras competições ditas "mundiais": o Corinthians, campeão da edição de 1953, só aceitou participar da competição após sua eliminação da Copa Rivadavia,[carece de fontes?] e só foi convidado porque o Vasco da Gama, convidado, não se interessou em participar - contrariamente à atitude do Vasco da Gama em 1951, quando cancelou uma excursão à Europa para poder dar um mês de férias aos jogadores antes do início da Copa Rio Internacional.[carece de fontes?] Porém, em outros países, a competição pode ter sido mais valorizada que a Copa Rio Internacional: o Real Madrid (Espanha) e o Millonarios (Colômbia) foram convidados à Copa Rio de 1952, mas não aceitaram participar porque já estavam comprometidos a participar da Pequena Taça do Mundo de 1952, que ocorreu nas mesmas datas. Em texto em seu site, o Real Madrid considera a Pequena Taça do Mundo e a Copa Intercontinental como títulos intercontinentais, somando-as e dizendo-se o clube com mais títulos intercontinentais, afirmando que "a Pequena Taça do Mundo mudou de nome a partir de 1957 e passou a se chamar Copa Intercontinental".

## Copa Intercontinental

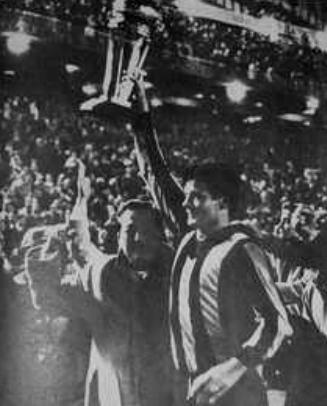
Peñarol, campeão da Copa Intercontinental em 1966. Entre todos os "mundiais de clubes" anteriores à Copa do Mundo de Clubes da FIFA, a Copa Intercontinental foi o mais longevo, com 25 clubes campeões ao longo de 43 edições em 45 anos. Foi reconhecido oficialmente como um torneio mundial, pela FIFA, em 2017.

A primeira menção a um encontro intercontinental entre uma equipe representativa da Europa e outra da América ocorreu em março de 1957, porém dizia respeito a seleções, não clubes: seria uma partida entre uma seleção europeia e outra americana (esta, composta de jogadores de seleções sul-americanas), que seria realizada no Estádio Santiago Bernabeu em 1958, organizada pela UEFA antes da Copa do Mundo de 1958. Porém, não ocorreu.
Em setembro de 1958, o então presidente da CONMEBOL, o brasileiro José Ramos de Freitas, fez uma viagem à Argentina para, dentre outros assuntos, tratar da criação  de um campeonato sul-americano de clubes campeões,[carece de fontes?] e em 8 de outubro de 1958, foi anunciada em Paris pelo presidente da CBD João Havelange a decisão de realizar a "Copa dos Campeões da América" (mais tarde chamada de Copa Libertadores) e a Copa Intercontinental, esta última uma confrontação anual entre os clubes campeões de Europa e América, em jogos de ida-e-volta (um jogo em cada um dos países dos clubes envolvidos, e um jogo-desempate, se necessário), tendo as duas competições (Libertadores e Intercontinental) sido propostas em parte com o objetivo de permitir testar a invencibilidade do mesmo Real Madrid, campeão da Europa, contra o melhor clube da América do Sul, a ser definido na Copa Libertadores. A proposta de João Havelange de 1958 vislumbrava a possibilidade de incluir clubes campeões não só da América do Sul mas também de México, Estados Unidos e Canadá, porém acabou incluindo apenas os da América do Sul (filiados à CONMEBOL). A matéria do jornal El Mundo Deportivo, de 9 de outubro de 1958, traz declarações do então presidente do Real Madrid, Santiago Bernabeu, de que o clube postulava continuar vencendo a Copa dos Campeões da Europa e poder jogar a final intercontinental contra o campeão sul-americano. Algumas fontes afirmam que foi o dirigente francês Henri Delaunay o idealizador da Copa Intercontinental. Porém, isso é incerto, pois Delaunay faleceu em 1955, quando sequer a primeira edição da Copa dos Campeões da Europa havia sido concluída,[carece de fontes?] e a mais antiga menção à criação da Copa Intercontinental já encontrada é o anúncio feito por João Havelange em Paris em 8 de outubro de 1958. Em 2 de agosto de 1959, o Congresso da CONMEBOL ratificou a criação da Copa Libertadores, então ainda chamada de "Copa dos Campeões da América". Em 1960, as propostas foram concretizadas: foram criadas as Copas Libertadores e Intercontinental, esta última endossada por UEFA e CONMEBOL, sendo a primeira competição bicontinental de clubes a ser estabelecida por estas duas entidades, na forma de uma confrontação anual entre o campeão europeu (campeão da Copa dos Campeões da Europa, da UEFA) e o campeão sul-americano (campeão da Copa Libertadores da América, da CONMEBOL), em sua primeira edição (1960) vencida pelo Real Madrid, que se tornara pentacampeão europeu ao vencer a edição de 1959/1960 da Copa dos Campeões da Europa.
Segundo o jornal Tribuna da Imprensa, a ideia para a criação da Copa Intercontinental veio de João Havelange e Jacques Goddet, este do jornal L'Equipe, o mesmo jornal que, através de Jacques Ferran e Gabriel Hanot, dera a ideia para a criação da Copa dos Campeões da Europa, e que em 1973 e 1975, através do mesmo Goddet, daria a ideia para a criação de uma Copa do Mundo de Clubes com todos os campeões continentais existentes.
Ao ser anunciada a sua criação, a Copa Intercontinental foi imediatamente tratada como um Mundial de Clubes, sobretudo no Brasil. Ao longo de sua existência, a Copa Intercontinental foi chamada de Mundial de Clubes não apenas no Brasil, ou no resto da América do Sul, mas também na Europa: cobrindo a vitória do Flamengo sobre o Liverpool na edição de 1981, o jornal escocês Glasgow Herald se referiu à competição como "the world club championship match" (jogo do campeonato mundial de clubes).
Ademais, a  Copa Intercontinental apresentou uma inovação: nas competições internacionais de clubes anteriores (Copas Latina, Sul-Americana, Rio, Européia), os clubes (em geral, clubes campeões) participavam como representantes de seus respectivos países; a Copa Intercontinental foi a primeira competição em que os clubes participavam como representantes não de seus países, mas sim de seus continentes.[carece de fontes?]

### Disputas intercontinentais entre a criação da Copa dos Campeões da Europa e a Copa Intercontinental

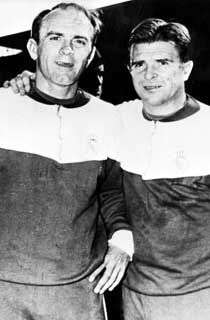
O argentino Di Stéfano e o húngaro Puskas eram amigos e companheiros de time no clube espanhol Real Madrid, fazendo parte da geração que conquistaria as cinco primeiras edições da Copa dos Campeões da Europa, o que anos mais tarde levaria o clube a ser eleito "O Maior Clube do Século" em pesquisa da FIFA.

Algumas fontes atribuem ao Real Madrid, em particular a seu presidente Santiago Bernabeu, o impulso para o estabelecimento da Copa Intercontinental, pois o clube desejaria testar sua hegemonia além da Europa, onde vinha sagrando-se campeão continental. Um vídeo traz uma narração, em língua francesa, de momentos da partida final da edição de 1957 do Torneio de Paris, entre Vasco da Gama/Brasil e Real Madrid/Espanha (partida realizada cerca de 1 ano e 4 meses antes do anúncio de criação da Copa Intercontinental em outubro de 1958), em que se afirma que a partida foi o jogo entre "a melhor equipe da América do Sul e o campeão da Europa", o que a tornaria a primeira partida entendida como o "melhor time da Europa X melhor time da América do Sul", antes da criação da Copa Intercontinental. Porém, o vídeo é de origem não-identificada e não são conhecidas outras fontes da própria época dando tal status ("melhor time da Europa X melhor time da América do Sul") àquela final do Torneio de Paris. O referido torneio foi o único torneio intercontinental (no sentido de incluir clubes de mais de um continente) disputado pelo Real Madrid (campeão europeu de 1955/1956 a 1959/1960) desde a criação da Copa dos Campeões da Europa (temporada 1955/1956) até a 1ª edição da Copa Intercontinental em 1960 (logo após a temporada europeia 1959/1960),[carece de fontes?] não tendo o Real Madrid disputado a segunda edição do mesmo (Torneio de Paris de 1958) porque se preparava para a final europeia daquele ano, que seria cinco dias depois (o Real Madrid disputou a Pequena Taça do Mundo de 1956, mas foi convidado à mesma antes de tornar-se campeão europeu pela primeira vez, temporada 1955/1956). A derrota do Real Madrid na final da edição de 1957 do Torneio de Paris foi a primeira derrota do clube após se tornar campeão europeu, e levou na época a afirmações do tipo "provou-se que o Real Madrid não era invencível" e "o futuro do futebol não será a Europa mas sim a América do Sul".[carece de fontes?] Apesar do torneio ter sido organizado como amistoso, ao menos um veículo da imprensa brasileira da época, o Jornal dos Sports, em coluna de Mário Júlio Rodrigues, chegou a citar uma vez o Torneio de Paris de 1957 como a conquista de um título mundial de clubes ao Vasco da Gama.[carece de fontes?]
Entre a proposta de criação das Copas Libertadores e Intercontinental (8 de outubro de 1958) e a primeira edição das mesmas (3 de julho de 1960), não foi esquecida a ideia de testar o campeão europeu contra um representante sul-americano: em março de 1959, o vice-presidente da CBD propôs ao secretário-geral da UEFA, Pierre Delaunay (filho do secretário-geral anterior, Henri Delaunay) que o campeão europeu daquele ano, fosse qual fosse, enfrentasse o campeão carioca de 1958, o Vasco da Gama; dois meses depois, em maio de 1959, a CBD propôs à UEFA que o campeão europeu daquele ano (a ser definido em final entre Real Madrid espanhol e Reims francês) enfrentasse o Santos (que no início de maio de 1959 se tornou campeão do Torneio Rio São Paulo, então a principal competição de clubes do Brasil) pelo "título mundial de clubes", em jogos na Europa e no Brasil. A partida entre Real Madrid e Santos ocorreu em 17 de junho de 1959, com vitória do Real Madrid por 5-3.[carece de fontes?] A partida ocorreu como amistoso de homenagem a Miguel Muñoz, sem qualquer endosso oficial de UEFA, CONMEBOL ou CBD, mas pelo menos um jornal brasileiro, o Última Hora, publicou que a mesma poderia em outras circunstâncias constituir-se "em uma final de mundial de clubes".

### Reações

#### FIFA
Na década de 1960, a FIFA se negou a autorizar a Copa Intercontinental e a classificou como competição amistosa.[carece de fontes?]
Em 1960, cobrindo o título do Real Madrid na 1ª edição da Copa Intercontinental, o jornal espanhol El Mundo Deportivo chamou o clube de "O Primeiro Campeão Mundial" de clubes,  porém observou que a competição não incluía "africanos, asiáticos e outros federados da FIFA". Isso, pois a Copa Intercontinental era reservada a equipes de Europa e América do Sul, enquanto desde 1930 a FIFA organizava a Copa do Mundo, cuja forma de acesso e participação (convites da FIFA a todos os seus países filiados em 1930 e torneios de Eliminatórias desde 1934) era aberta a todos os países que fossem filiados da FIFA e que quisessem se inscrever, independente do seu continente de origem. Algumas vezes desde 1930, países-filiados da FIFA de alguns continentes não se candidatavam a participar da Copa do Mundo, ou se candidatavam mas não conseguiam passar com sucesso pelas Eliminatórias, mas a tentativa de participar da Copa do Mundo da FIFA não era impossibilitada pela localização continental do país-filiado, com países europeus, americanos (sul e norte-centro-americanos), asiáticos e africanos disputando as Eliminatórias da Copa desde 1934; sobre a Oceania, a Austrália se filiaria à FIFA apenas em 1963 e estrearia nas Eliminatórias da Copa seguinte, 1966. Já no caso da Copa Intercontinental, a tentativa de participar seria impossível a clubes de fora de Europa e América do Sul, ou seja, impossível a clubes que não fossem filiados à UEFA ou CONMEBOL. Se por um lado o jornal espanhol ressaltou que a Copa Intercontinental era um "mundial" que "não incluía africanos, asiáticos e outros federados da FIFA", por outro lado o jornal expressou dúvida se nestas regiões havia futebol "à digna altura dos dois grupos de nações que marcam a pauta no Velho Mundo (Europa) e no Novo Mundo (América)."
Neste mesmo ano (1960), quando o Real Madrid venceu a Copa Intercontinental e se declarou campeão mundial, a FIFA vetou que se usasse a denominação "mundial" ao certame, e determinou que se chamasse a competição de "intercontinental". Segundo a FIFA, ela vetou que se chamasse a Copa Intercontinental de "Mundial" porque, segundo ela, "apenas através da FIFA se discerne a dimensão mundial do futebol" e porque, segundo a FIFA, não podia ser um "mundial" uma competição em que algumas partes do mundo não tinham nenhuma chance de tentar participar. Neste mesmo ano, a criação da Copa Intercontinental despertou uma rivalidade de jurisdições entre a FIFA e UEFA, indispondo alguns membros da FIFA, e neste ano houve rumores (a partir do representante espanhol na UEFA, Agustín Pujol) de que a FIFA se opunha à realização da Copa Intercontinental e a uma homenagem que a UEFA pretendia fazer ao Real Madrid por ter sido ele o 1º campeão da Copa Intercontinental.
Em junho de 1961, a FIFA proibiu a Copa Intercontinental de ser jogada, a não ser que os participantes dessem caráter privado e amistoso à competição.[carece de fontes?] Três dias depois disso, a UEFA chegou a desistir da realização da Copa Intercontinental, informando à Conmebol que ela não tinha mais interesse na disputa. Porém, a disputa acabou prosseguindo. Segundo a Revista Oficial da UEFA, a Copa Intercontinental foi disputada como título "não-oficial" após a negativa da FIFA em autorizá-la.
Em 1962, a FIFA tentou pela primeira vez regulamentar a Copa Intercontinental sob seus auspícios e expandi-la para incluir os campeões de Europa, Ásia, África, América do Sul e América Norte-Central, mas a ideia não prosperou naquele momento, por oposição de UEFA e CONMEBOL.[carece de fontes?]
Em 1976, foi a vez de João Saldanha comentar a possibilidade da FIFA endossar a Copa Intercontinental como Mundial de Clubes, adicionando que até aquele momento a posição da FIFA era considerá-la um título amistoso. Apesar dessa posição da FIFA, o certame sempre foi considerado uma disputa de caráter oficial tendo a chancela das confederações sul-americana e europeia.

#### CONCACAF
Em 1961, foi fundada a Confederação Norte-Centro-Americana e Caribenha de Futebol, a CONCACAF, sendo que um dos objetivos dessa fundação era incluir os países dessa região na Copa Libertadores da América (à época chamada de Copa dos Campeões da América), o que seria, em teoria, uma expansão também da Copa Intercontinental, dado que a Libertadores era um dos pilares da Intercontinental. Porém, não ocorreu a inclusão dos times da CONCACAF na Libertadores, e em 1962 a CONCACAF criou sua própria competição continental de clubes, a terceira competição continental de clubes a ser estabelecida. A iniciativa foi do México, e a competição continental de clubes da Concacaf surgiria em 1962, ano em que a seleção do México teria sua primeira vitória em Copas do Mundo: a vitória de 3-1 sobre a Tchecoslováquia, que seria a vice-campeã daquela Copa.[carece de fontes?]
Em 1962, a Federação Mexicana de Futebol voltou a solicitar à CONMEBOL que fosse feita sua inclusão na Copa Intercontinental. Segundo o representante da Federação Mexicana, o pedido de inclusão feito pela mesma representava um desejo não só do México mas também de outros países norte-centro-americanos, caribenhos, asiáticos e africanos.
Em agosto de 1967, foi publicado que havia ressurgido o movimento pela inclusão das equipes norte-centro-americanas na Copa Libertadores ou pela criação de um torneio norte-centro-americano de clubes, cujo campeão decidiria o título pan-americano contra o campeão da Copa Libertadores, e o resultante campeão disputaria o título da Copa Intercontinental contra o campeão europeu. Em novembro de 1967, o então presidente da FIFA, Stanley Rous, declarou que a CONCACAF havia solicitado participação na Copa Intercontinental, mas que a oposição à sua participação vinha de UEFA e CONMEBOL. Em 8 de novembro de 1967, a CONMEBOL vetou a participação das equipes da CONCACAF na Copa Libertadores, participação que em teoria poderia significar incluir a  CONCACAF na Copa Intercontinental, dado que a Libertadores era um dos pilares da Intercontinental. Após 3 anos de interrupção (1964, 1965 e 1966), a Copa dos Campeões da CONCACAF foi relançada em 12 de novembro de 1967, logo após a CONMEBOL se recusar a aceitar os clubes da CONCACAF na Copa Libertadores. Apesar de não aceitar os clubes da CONCACAF na Libertadores, naquele momento a CONMEBOL prometeu estudar a realização de uma "Taça Pan-Americana", que acabou surgindo em 1968 com o nome de Copa Interamericana, endossada por CONMEBOL e CONCACAF, sendo o primeiro campeonato intercontinental de clubes fora do eixo Europa/América do Sul.[carece de fontes?]

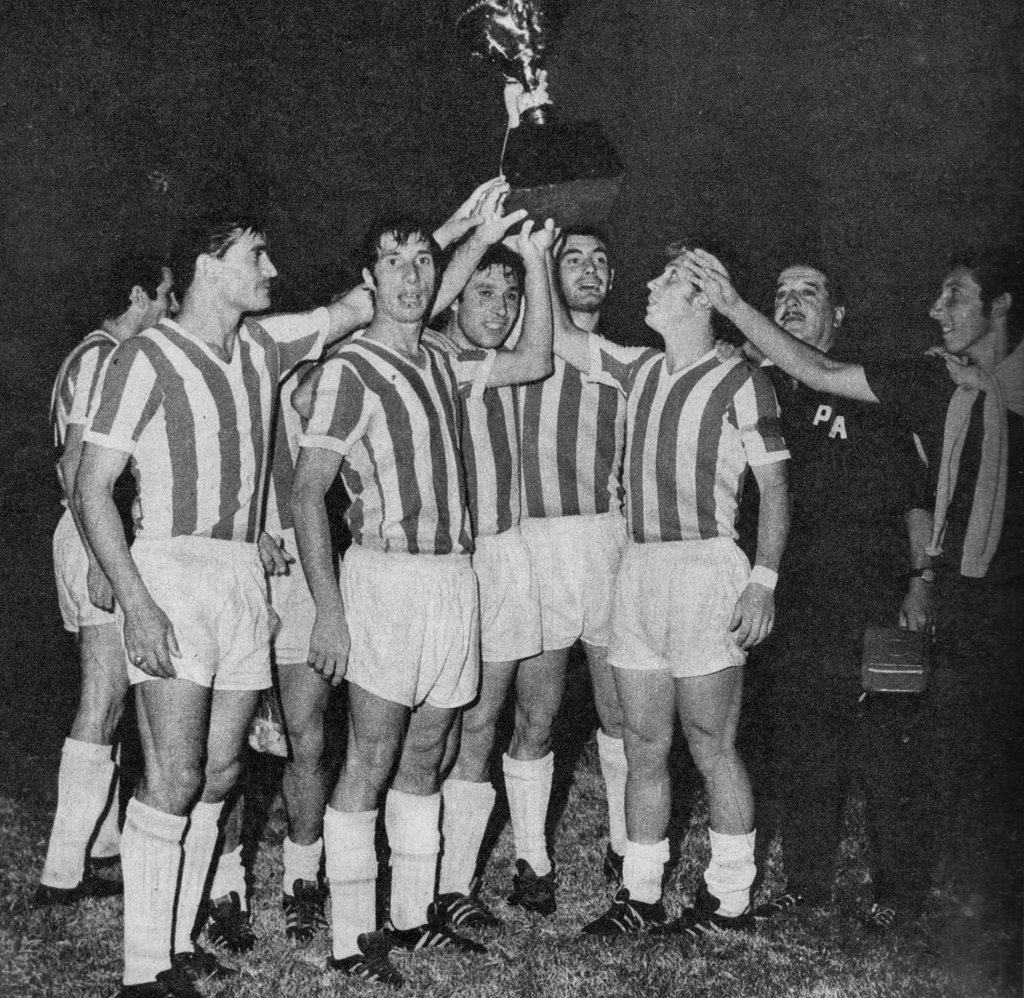
Time do Estudiantes de La Plata comemorando a conquista da Copa Interamericana, competição que surgiu em 1968 pela recusa da Conmebol em 1967 a aceitar equipes da Concacaf na Copa Libertadores.

Após a final da Copa Intercontinental de 1968, em setembro de 1968, o presidente da FIFA Stanley Rous criticou a violência da competição e disse que cominaria a UEFA e a CONMEBOL para que a Copa Intercontinental se tornasse "mais tranquila" ou desaparecesse. Também disse que, se fosse para a Copa Intercontinental seguir adiante, ele via com bons olhos que a CONCACAF (Confederação Norte-Centro-Americana e Caribenha de Futebol) fosse somada ao futebol sul-americano em uma competição que verdadeiramente indicasse o campeão do continente americano: assim, em 1969, começou a ser disputada a Copa Interamericana, que já havia sido cogitada por CONMEBOL e CONCACAF desde novembro de 1967. O acordo entre CONMEBOL e CONCACAF para a celebração da Copa Interamericana foi feito em outubro de 1968, e estabelecia que o vencedor da Copa Interamericana teria o direito de representar o continente americano contra o campeão europeu na Copa Intercontinental.[carece de fontes?]
Em outubro de 1968, quando foi criada a Copa Interamericana, estabeleceu-se que o vencedor da mesma disputaria a Copa Intercontinental contra o campeão europeu.[carece de fontes?] Em 1978, o Club América do México se torna a primeira equipe da Concacaf a vencer a Copa Interamericana, contra o Boca Juniors da Argentina, e com base nesse título o Club América do México anuncia sua intenção de jogar a Copa Intercontinental contra o Liverpool campeão europeu de 1976-1977, conforme afirmado pela edição de 16 de abril de 1978 do jornal Folha de S.Paulo, em mais uma tentativa de dar caráter mais global à Copa Intercontinental. Porém, a tentativa fracassa, e o Boca Juniors é que recebe o direito de disputar a Copa Intercontinental, que prossegue sendo restrita unicamente a europeus e sul-americanos. O entendimento de que o Club América do México jogaria a Copa Intercontinental por ter vencido a Copa Interamericana de 1977/1978 é confirmado também pelo jornal O Estado de S. Paulo de 16 de abril de 1978, a diferença sendo que este jornal afirma que o Club América do México jogaria a final da Copa Intercontinental contra o vencedor de Liverpool e Brugges (ou seja, contra o vencedor da Taça dos Campeões Europeus 1977-78). Apesar da diferença no relato sobre se o rival do Club América do México seria o campeão europeu de 1976-1977 ou de 1977-1978, todas as 3 publicações (jornais El Informador, Folha de S.Paulo, O Estado de S. Paulo) deixam claro que, após o título do Club América do México na Copa Interamericana, a expectativa era que o time mexicano (não o Boca Juniors) tivesse o direito de representar as Américas na Copa Intercontinental. O jornal espanhol El Mundo Deportivo também confirma que o entendimento era que o Club América do México jogaria a Copa Intercontinental naquela ocasião, sugerindo que naquele ano ele jogaria a final da Intercontinental contra o campeão da Supercopa da Europa, o Anderlecht (naquele momento, o campeão europeu Liverpool já havia anunciado que não disputaria a Copa Intercontinental).[carece de fontes?] O Anderlecht e o Club América do México chegaram a marcar os jogos da Copa Intercontinental edição de 1978 para serem disputados em 1979, mas os jogos acabaram não ocorrendo, a CONCACAF continuou não inserida na Copa Intercontinental, e a edição de 1978 da Copa Intercontinental acabou não sendo disputada, por nenhum dos quatro clubes citados (Liverpool, Anderlecht, Boca Juniors, Club América do México).

##### Proposta de uma nova Copa Intercontinental CONCACAF X UEFA (1978 e 1981)
Em 13 de maio de 1981, a equipe mexicana Pumas UNAM sagrou-se campeã da Copa Interamericana, vencendo o clube Nacional de Montevidéu (que tinha acabado de ser campeão da Copa Intercontinental contra o Nottingham Forrest em 11 de fevereiro de 1981),[carece de fontes?] e com base nisso o clube mexicano pediu o estabelecimento de uma nova Copa Intercontinental, entre UEFA e CONCACAF. O presidente da Concacaf, em agosto do ano anterior, afirmara a posição que o vencedor da Copa Interamericana é que deveria enfrentar o campeão europeu na Copa Intercontinental, e que ele se esforçaria para conseguir isso. Em 1981, Abílio de Almeida (secretário do então presidente da FIFA João Havelange) propôs a expansão da Copa Intercontinental para incluir também a Concacaf: segundo esta proposta, tal inclusão seria a criação de um triangular entre os clubes campeões de CONCACAF, UEFA e CONMEBOL. Porém, contrariamente ao estabelecido em outubro de 1968, acabou nunca ocorrendo a inclusão dos clubes da Concacaf na Copa Intercontinental, em nenhuma das quatro temporadas em que eles venceram a Copa Interamericana (1977/1978, 1980/1981, 1990/1991 e 1998).[carece de fontes?] Os clubes da Concacaf, no caso os clubes do México, continuaram sem chance de jogar a Copa Intercontinental mesmo após passarem a disputar a Copa Libertadores, pois em 2001 o clube mexicano Cruz Azul chegou à final da Libertadores e a Conmebol anunciou que ele não teria o direito de jogar a Copa Intercontinental mesmo se vencesse a Libertadores. Até hoje, se uma equipe mexicana vencer a Copa Libertadores, ela não terá o direito de jogar a Copa do Mundo de Clubes da FIFA como representante da Conmebol. A diferença é que as equipes mexicanas hoje têm acesso à Copa do Mundo de Clubes da FIFA através da Copa dos Campeões da CONCACAF.[carece de fontes?]

#### Confederações de África e Ásia
Em 1965, a África passou a ter sua competição continental de clubes. Em 1966, ocorreu a primeira vitória de uma equipe asiática ou africana em Copas do Mundo: a vitória norte-coreana sobre a Itália na Copa do Mundo de 1966, levando à eliminação da Itália naquela Copa. O torneio continental de clubes asiático surgiu no ano seguinte, em maio de 1967.[carece de fontes?] Em novembro de 1967, o então presidente da FIFA, Stanley Rous afirmou que a Confederação Asiática de Futebol (AFC- Asian Football Confederation) havia solicitado participação na Copa Intercontinental, mas que a oposição à participação asiática vinha de UEFA e Conmebol. A Copa dos Campeões da Ásia foi descontinuada em 1971, não tendo havido sucesso em incluir um representante da Ásia na Copa Intercontinental, e não tendo a FIFA sucesso em sua proposta de 1970 de lançar uma Copa do Mundo de Clubes. Em 1985, a Copa dos Campeões da Ásia foi relançada, e surgiu a terceira competição bicontinental de clubes, o Campeonato Afro-Asiático de Clubes, confrontando os clubes campeões de Ásia e África.[carece de fontes?]

### Histórico de violência
Em 1963, ocorreu a primeira final da Copa Intercontinental (Santos FC X AC Milan) marcada pela violência. A terceira partida (de desempate), realizada no Maracanã, foi polêmica: o jogador Almir Pernambuquinho (que substituiu Pelé na partida-desempate) teria afirmado em sua autobiografia que o Santos subornou o árbitro da partida-desempate e que teria jogado dopado aquela partida; a suposta história de doping e suborno jamais foi comprovada, porém fontes isentas comprovam que o árbitro (o argentino Juan Brozzi) foi conivente à violência na partida e que os jogadores do Milan teriam ficado revoltados com a sua atuação. Em 27 de novembro de 1963, o jornal espanhol El Mundo Deportivo comentou que até aquele momento a FIFA havia lavado as mãos sobre a competição, e que provavelmente não oficializaria a Copa Intercontinental tendo em vista a violenta final de 1963. O jornal comenta a possibilidade da FIFA reconhecer a competição e esta passar a incluir os futuros clubes campeões de Ásia e África e ser jogada em campo-neutro.[carece de fontes?]

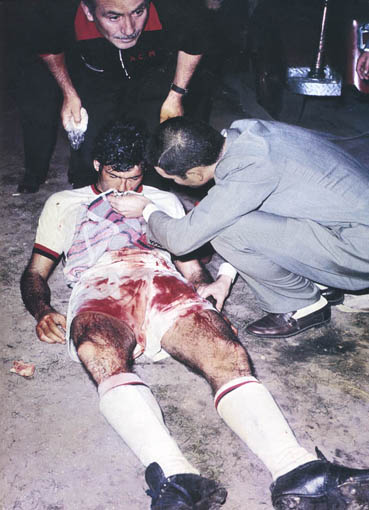
Néstor Combin, jogador do Milan, após a final da Copa Intercontinental de 1969

Em 1967, a FIFA foi pressionada a tomar atitudes disciplinares mediante a violência observada nos jogos da Copa Intercontinental de 1967 (Celtic Glasgow/Escócia X Racing Avellaneda/Argentina). A intervenção da FIFA no caso havia sido pedida pelo secretário da Associação Escocesa de Futebol, Willie Allan, que na ocasião disse que pressionaria a FIFA para reconhecer oficialmente a Copa Intercontinental e regulá-la sob sua jurisdição. A possibilidade de intervenção da FIFA no caso foi aventada no congresso da CONMEBOL, no qual o presidente da entidade, Teofilo Salinas, afirmou que não aceitaria nenhuma intromissão da FIFA, pois segundo ele: "A Conmebol é a entidade encarregada de controlar, na América do Sul, a organização do torneio entre os campeões de Europa e América, disputa que a própria FIFA considera amistosa. Não achamos oportuno que a FIFA tenha que se intrometer na questão."[carece de fontes?]
Em 1967, o sub-secretário geral da FIFA, René Courte, escreveu um artigo explicando a decisão da FIFA de não tomar atitudes disciplinares sobre os incidentes na Copa Intercontinental de 1967. Neste artigo, René Courte informou que, oficialmente para a FIFA, a Copa Intercontinental não era um campeonato mundial de clubes mas sim uma "Copa Européia Sul-Americana Amistosa".
Em 3 de novembro de 1967, o presidente da FIFA Stanley Rous reafirmou o exposto por René Courte, esclareceu que a FIFA não tomaria nenhuma medida disciplinar no caso da Copa Intercontinental de 1967, e esclareceu que, oficialmente para a FIFA, a Copa Intercontinental era um torneio amistoso, e propôs uma expansão da Copa Intercontinental, sendo que, segundo ele, tal expansão ocorreria sob os auspícios da FIFA. A CONCACAF e a AFC haviam estabelecido seus torneios continentais de clubes naquele ano (1967), e nesta ocasião, Stanley Rous afirmou que a CONCACAF e a AFC haviam solicitado a participação de seus campeões na Copa Intercontinental, e que a oposição à participação deles vinha de UEFA e CONMEBOL. Em 8 de novembro de 1967, o jornal madrilenho ABC destacou que, oficialmente, a Copa Intercontinental não era reconhecida pela FIFA mas era reconhecida por UEFA e CONMEBOL, portanto era de jurisdição "intercontinental" (não mundial), com o jornal prevendo a criação de outros títulos intercontinentais, como por exemplo, um título intercontinental Ásia-África, (que acabou surgindo em 1987).
Após as declarações de Stanley Rous e René Courte em 1967, um artigo de Carlos Pardo, no jornal catalão El Mundo Deportivo, sugeriu que a FIFA assumisse a responsabilidade pela Copa Intercontinental e a tornasse um torneio oficial. No artigo, Pardo concordou também com uma possível exigência da FIFA de que, para se poder "falar de campeonato do mundo de clubes" ("para hablar del campeonato del mundo de clubs"), seria necessária uma expansão da Copa Intercontinental para dar direito a asiáticos, africanos e equipes da Oceania de indicarem um representante.[carece de fontes?] No início de 1968, um artigo de Stanley Rous na revista FIFA News reafirmou a vontade da FIFA de criar um Campeonato Mundial de Clubes, com a participação de todos os campeões continentais existentes.
Em 1968 e 1969, mais confrontos violentos na Copa Intercontinental (1968: Estudiantes X Manchester United; 1969: Milan X Estudiantes), causados pela equipe argentina do Estudiantes, e mais demandas públicas para que a FIFA se envolvesse na competição, como as feitas por Matt Busby, técnico do Manchester United em 1968.

### Crise na década de 1970

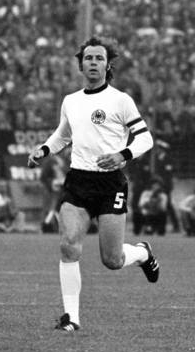
Franz Beckenbauer, o grande nome do time alemão Bayern Munique, vencedor da Copa Intercontinental em 1976, uma das 3 vezes na década de 1970 em que o campeão europeu aceitou participar da competição; porém, mesmo vencendo o título, após a final de 1976, o técnico do Bayern, Dettmar Cramer, declarou que um amistoso teria sido financeiramente preferível à Copa Intercontinental, adicionando que o público europeu tinha pouco interesse pela mesma.

Além da violência, a edição de 1967 da Copa Intercontinental foi também a primeira vez em que começou a vir à tona um certo desinteresse europeu, particularmente britânico, pelo título da competição: antes do terceiro jogo (jogo-desempate), os escoceses do Celtic afirmaram que queriam o título intercontinental "não tanto por eles próprios" mas sim para não permitir que o título fosse para o Racing, com quem desenvolveram rivalidade em função dos incidentes violentos nos 2 primeiros jogos.
Em resposta à violência na Copa Intercontinental de 1967, em junho de 1968 a UEFA propôs uma mudança no regulamento da competição: o saldo de gols das equipes passaria a contar como critério de desempate caso as equipes empatassem com uma vitória cada nos dois primeiros jogos. O objetivo da proposta era reduzir a possibilidade de que fosse necessária uma terceira partida de desempate, pois tanto na Copa Intercontinental de 1963 quanto na de 1967, foi na partida de desempate que ocorreram os episódios de maior violência. A proposta da UEFA foi aceita e passou a valer a partir da edição de 1968 da Copa Intercontinental.
Em 1970, a Copa Intercontinental é criticada pela primeira vez do ponto de vista do mérito técnico dos participantes. Em 22 de outubro de 1970, o jornal espanhol El Mundo Deportivo publica artigo crítico à Copa Intercontinental, primeiramente, com as críticas sobre a então já notória violência da competição, e também as já notórias críticas de Stanley Rous ao fato da competição não dar oportunidade de participação a clubes de Ásia e África e portanto não ser um "autêntico mundial de clubes". Porém, nesta matéria, o jornal critica a Copa Libertadores da América, dizendo que a competição não era uma representação adequada do futebol sul-americano (ou seja, o jornal criticava a forma de escolha do representante sul-americano na Copa Intercontinental). O jornal critica a fórmula de disputa da Copa Libertadores, e acima de tudo, critica o valor de título sul-americano da Copa Libertadores uma vez que a mesma não contava com clubes do Brasil. Das edições da Copa Libertadores de 1966 a 1970, o Brasil teve participantes apenas nas edições de 1967 e 1968, em 1967 tendo apenas um representante na competição (a metade dos outros países), porém retornando à disputa da Copa Libertadores em 1971.[carece de fontes?]
Em 1971, o campeão europeu Ajax (Holanda) se recusa a disputar a Copa Intercontinental, a primeira entre 7 vezes na década de 1970 em que isso ocorreria. Chegou-se a cogitar que o campeão sul-americano Nacional de Montevidéu (Uruguai) poderia ser declarado campeão da Copa Intercontinental por antecipação em função de "forfait" do adversário. Porém, a Conmebol sugere que o vice-campeão europeu, Panathinaikos (Grécia) tome o lugar do campeão Ajax na disputa, e a proposta é aceita pela UEFA. Assim, surge a regra de que, em caso de desistência do campeão europeu, o vice-campeão assume o seu lugar. Em algumas destas ocasiões, os vice-campeões europeus eram clubes não considerados como de grande expressão no futebol europeu, o que passou a gerar críticas ao nível técnico da Copa Intercontinental; por exemplo, em um artigo de 1980, João Saldanha escreve sobre ocasiões em que a Copa Intercontinental foi disputada pelo vice-campeão europeu, citando casos de Panathinaikos da Grécia e Malmoe da Suécia, que não estariam "nem entre os primeiros 40 times europeus", segundo Saldanha.

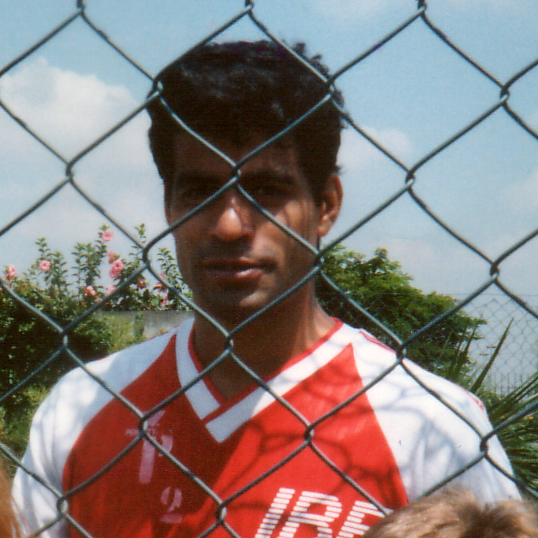
Raí marcou os dois gols da vitória do São Paulo FC contra o FC Barcelona na Copa Intercontinental de 1992, uma partida que o Barcelona cogitou não disputar, mas disputou obrigado por termos contratuais junto à UEFA.

Em 1975, a Copa Intercontinental foi pela primeira vez descontinuada. Em julho deste ano, o campeão europeu de 1974/1975 Bayern de Munique anunciou sua decisão de não disputá-la. Desde a edição de 1971, já estava estabelecido que, em caso de desistência do campeão europeu, o vice assumiria o seu lugar. Porém, o vice-campeão europeu da temporada 1974/1975, o Leeds United inglês, foi suspenso de competições internacionais pela UEFA em função de distúrbios causados pelos seus torcedores quando da final da Copa dos Campeões da Europa daquele ano. A imprensa espanhola chegou a sugerir a realização de uma inédita "decisão de terceiro lugar" entre os clubes derrotados nas semifinais da Copa Europeia daquele ano, Barcelona/Espanha e Saint-Etienne/França, de forma a indicar um representante europeu para a Copa Intercontinental daquele ano, mas a ideia não foi à frente e acabou não ocorrendo a decisão da Copa Intercontinental referente a 1975.
A matéria do jornal El Mundo Deportivo de 10 de abril de 1975 identifica na crise da Copa Intercontinental a razão para o ceticismo da UEFA à criação da Copa do Mundo de Clubes da FIFA. Isso, pois os clubes campeões europeus já não davam importância nem à já existente Copa Intercontinental. Isso pois, na década de 1970, os clubes campeões europeus se recusaram a jogar a Copa Intercontinental em sete entre os dez anos da década. As recusas foram: Ajax/Holanda em 1971 e 1973, Bayern de Munique/Alemanha em 1974 e 1975, Liverpool/Inglaterra em 1977 e 1978, e Nottingham Forrest/Inglaterra em 1979.[carece de fontes?] Mesmo nas três ocasiões da década de 1970 em que o campeão europeu disputou a competição (1970: Feyenoord/Holanda, 1972: Ajax/Holanda, 1976: Bayern de Munique/Alemanha), em pelo menos duas destas três ocasiões os clubes europeus chegaram a rebaixar a importância da competição, mesmo saindo vitoriosos dela: após o holandês Ajax vencer o argentino Independiente na final da Copa Intercontinental de 1972, o jornal holandês De Telegraaf publicou que a disputa não foi mais difícil que um "encontro banal" pela Copa da Europa", e após o Bayern de Munique vencer a Copa Intercontinental de 1976, seu técnico Dettmar Cramer declarou que um amistoso teria financeiramente valido mais a pena, dizendo que o público europeu tinha pouco interesse pela Copa Intercontinental. Em declarações recentes ao site da FIFA (em 2013) sobre a edição de 1976 da Copa Intercontinental, o capitão do Bayern de Munique vencedor da Copa Intercontinental de 1976, Franz Beckenbauer declarou que a Copa Intercontinental não tinha nenhuma significância real; por outro lado, seu companheiro de equipe Gerd Muller apresentou visão contrária, declarando que foi "definitivamente muito especial" e "um dos melhores momentos de sua carreira" e que ele esperava (antes da final da Copa do Mundo de Clubes de 2013), que o Bayern de Munique "trouxesse o troféu pela terceira vez para Munique após 1976 e 2001" (ou seja, considerando a Copa Intercontinental e a Copa do Mundo de Clubes da FIFA como o mesmo troféu).
Em 1979 chegou-se a cogitar que a Copa Intercontinental seria extinta.[carece de fontes?] Porém, a Copa Intercontinental foi revivida em 1980: os clubes campeões europeus voltaram a disputá-la sempre, depois que ela passou a ser disputada em partida única no Japão.

### Copa Toyota Europeia/Sul-Americana

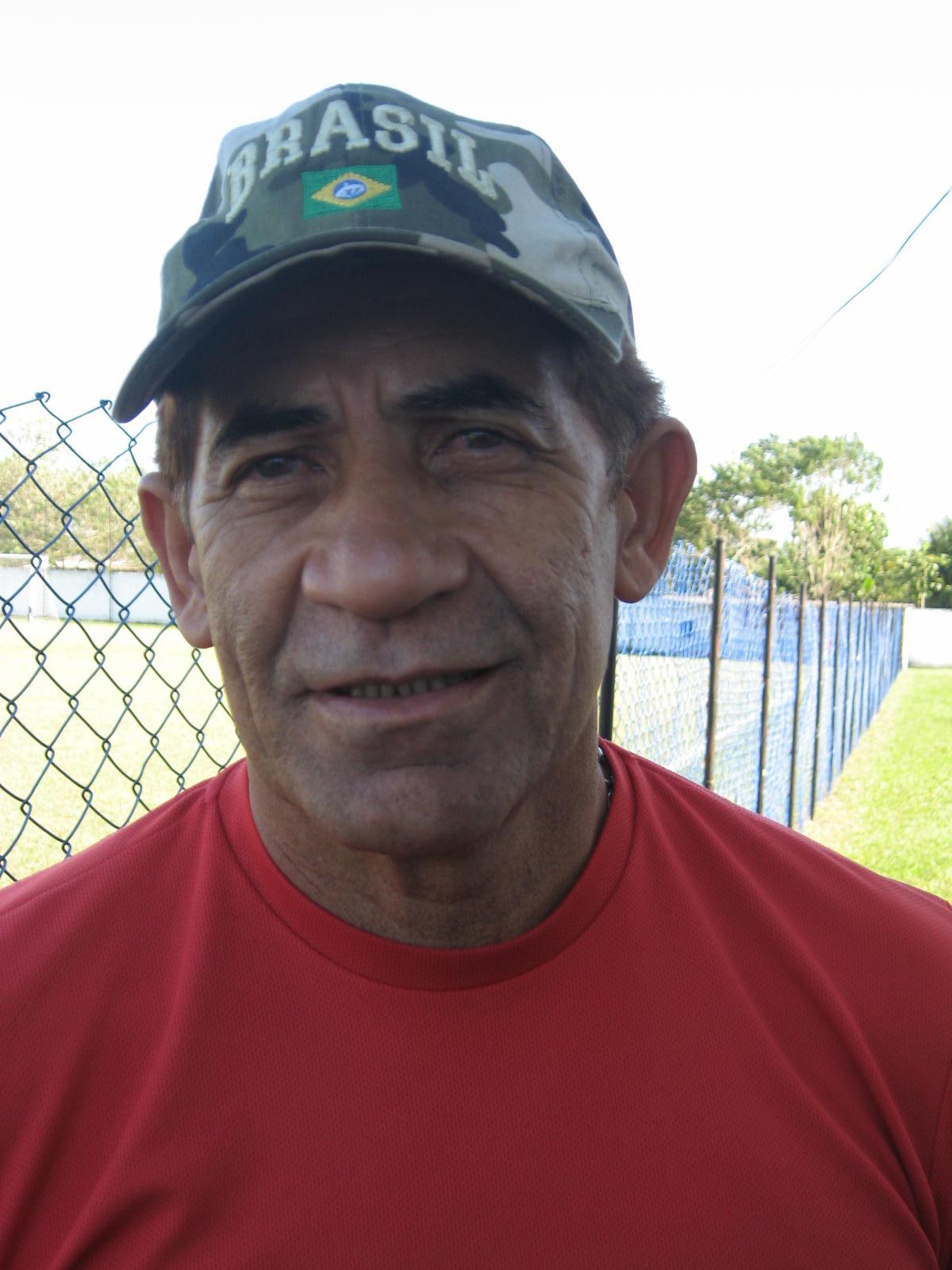
Nunes marcou dois gols na vitória de 3-0 do CR Flamengo contra o Liverpool FC na Copa Intercontinental de 1981, a maior diferença de gols em jogos na história da competição após a disputa ter passado a ocorrer no Japão.

Em 1980, a Copa Intercontinental passou por uma reformulação que fez com que os clubes campeões europeus voltassem a disputá-la. A primeira alteração é depois que ela passou a ser disputada em partida única no Japão, organizada pela Associação Japonesa de Futebol e patrocinada pela Toyota (passando por isso a se chamar também Copa Toyota ou Copa Europeia/Sul-Americana Toyota), com objetivo de impulsionar o futebol no Japão e lucrar com a transmissão televisiva da partida. Em 1980, cogitou-se escolher Nova Iorque como local de disputa da Copa Intercontinental, mas por questão de patrocínio, a escolha acabou sendo Tóquio, tendo a decisão recebido críticas por tratar-se de uma cidade fora, e bastante distante, de Europa e América do Sul. Outra crítica era que o aspecto comercial e midiático teria passado a se sobrepor ao aspecto técnico e esportivo: no inverno japonês, Porto/Portugal e Peñarol/Uruguai disputaram a competição em 1987 sob pesada neve, em condições que não eram de forma alguma propícias à prática esportiva, mas com os executivos japoneses admitindo que, em função dos altos valores envolvidos nos contratos de transmissão televisiva, o jogo não poderia ser adiado de forma alguma.
Algumas fontes alegam que, a partir da mudança da Copa Intercontinental para o Japão, os europeus teriam passado a ver a competição como um amistoso glorificado que não seria levado a sério pelos europeus e que servia para mostrar aos japoneses o que é o futebol e ampliar o horizonte midiático e comercial dos clubes europeus para os consumidores asiáticos, e que seria desinteressante aos europeus: por exemplo, em fevereiro de 1981, o diretor técnico do Nottingham Forrest afirmou que iria a Tóquio jogar a Copa Intercontinental apenas para cumprir o contrato, levaria apenas catorze jogadores do elenco por se tratar de uma "visita relâmpago ao Japão", e que considerava uma vitória na Intercontinental sobre o Nacional de Montevidéu como menos "tonificante" que uma vitória sobre o Bristol na Copa da Inglaterra; o jornalista inglês Tim Vickery afirma que o goleiro do Flamengo na Copa Intercontinental de 1981 (Raul Plassman) lhe confidenciou que os jogadores do time rival, o campeão europeu Liverpool, pareciam não estar levando o jogo a sério, não tendo o jogo sequer sido transmitido ao vivo na TV inglesa; segundo Vickery, entre todos os europeus, os britânicos são os que menos valorizam as competições mundiais de clubes (os clubes britânicos abriram mão de disputar a Copa Intercontinental todas as vezes que tiveram este direito na década de 1970); em 1999, o Manchester United foi ao Japão jogar a Intercontinental sem levar um dos seus principais jogadores, Andy Cole, poupado de participar da disputa, e o treino do time foi cancelado para os jogadores irem às compras.[carece de fontes?] Vickery ressalta, contudo, que este "desinteresse" europeu pela competição não tira o mérito dos clubes sul-americanos vencedores: "se enfrentar o campeão sul-americano não lhes motiva (aos europeus), o problema é deles." Ressalta também que os europeus levam a Copa do Mundo de Clubes da FIFA "um pouco mais a sério" que a Copa Intercontinental.
A despeito do comprovado desinteresse europeu pela Copa Intercontinental nos anos 1970 e do suposto desinteresse europeu pela competição a partir dos anos 1980, e a despeito de ter passado a ser organizada pela Associação Japonesa de Futebol, a Copa Intercontinental continuou sendo uma competição supervisionada por UEFA e CONMEBOL, até sua última edição em 2004, como comprovado pelo fato de que a partir de 1980 a UEFA (temendo que as recusas dos clubes europeus à Copa Intercontinental nos anos 1970 voltassem a ocorrer nos anos 1980) passou a contratualmente obrigar os clubes europeus a disputá-la (caso vencessem a Copa dos Campeões da Europa) (por exemplo, o Barcelona cogitou não disputar a edição de 1992 da Intercontinental, e a obrigação contratual junto à UEFA pesou na sua decisão de disputá-la), e pelo fato de que os árbitros da competição continuaram sendo indicados por UEFA e CONMEBOL; e continuou sendo considerada um título mundial de clubes por boa parte dos clubes vencedores e por boa parte da imprensa, sobretudo no Brasil: por exemplo, após o título mundial do Real Madrid em 2014, o jornal espanhol Mundo Deportivo destacou o hábito da imprensa brasileira de considerar a Copa Intercontinental como Mundial de Clubes e de somá-la à Copa do Mundo de Clubes da FIFA. Todos os clubes brasileiros vencedores da Copa Intercontinental sempre se consideraram e foram igualmente saudados pela imprensa e torcedores brasileiros como campeões mundiais, tanto o Santos (vencedor do certame no modelo original das décadas de 1960 e 1970) quanto Flamengo, Grêmio e São Paulo (vencedores do certame em sua "versão japonesa" de 1980 a 2004). A UEFA e a CONMEBOL reconhecem todas as edições da Copa Intercontinental/Copa Toyota Europeia-Sul-Americana, de 1960 a 2004, como uma só competição.
Apenas a FIFA possui jurisdição para reconhecer competições em nível mundial, o que foi feito, em relação ao antigo tira-teima da CONMEBOL e UEFA, em 2017. Em um congresso na Índia, a entidade máxima do futebol reconheceu os campeões da Copa Intercontinental como campeões mundiais, apesar de não unificar, na época, este certame com a competição da própria entidade.
Em 2024, a FIFA unificou a competição com seus próprios mundiais em ao menos duas publicações.

## Outras competições
Em 1983, foi a vez da Federação Inglesa de Futebol propor uma Copa do Mundo de Clubes, a ser realizada em 1985, porém a Federação Inglesa de Futebol desistiu do projeto antes de submetê-lo à análise da FIFA.
Em 1984, a Associação de Futebol Argentina anunciou sua intenção de realizar em 1987, com apoio da FIFA, uma Copa do Mundo de Clubes. Segundo a AFA, seriam doze clubes, sendo os quatro últimos campeões da Libertadores, os quatro últimos campeões da Copa dos Campeões da Europa, um clube indicado pela UEFA, um indicado pela Conmebol, um indicado pela AFA e um indicado pela FIFA, sendo que o clube indicado pela FIFA seria de África, Ásia, Oceania ou América do Norte. No dia seguinte à notícia, a FIFA desmentiu que tivesse qualquer coisa a ver com a iniciativa argentina, que acabou não se realizando.
Em 1987, os organizadores da Copa Ouro Los Angeles anunciaram a intenção de transformá-la  em um torneio bianual com 12 equipes campeãs de Europa, América do Sul e México; ou seja, relançando a ideia de competição intercontinental entre clubes campeões nacionais, a ideia que havia embasado a realização dos antigos "mundiais" Copa Rio Internacional e International Soccer League. Porém, a proposta de 1987 não foi à frente.

### International Soccer League
Em junho de 1961, a FIFA proibiu a Copa Intercontinental de ser jogada, a não ser que os participantes dessem caráter privado e amistoso à competição, e em maio do mesmo ano, a FIFA autorizou a International Soccer League, competição internacional de clubes que chegou a ser chamada de Campeonato Mundial de Clubes.[carece de fontes?] Segundo o jornal O Estado de S. Paulo, essa autorização foi ratificada por Stanley Rous, então presidente da Associação Inglesa de Futebol e vice-presidente da FIFA.

## Propostas da FIFA por uma Copa do Mundo de Clubes

### Década de 1970

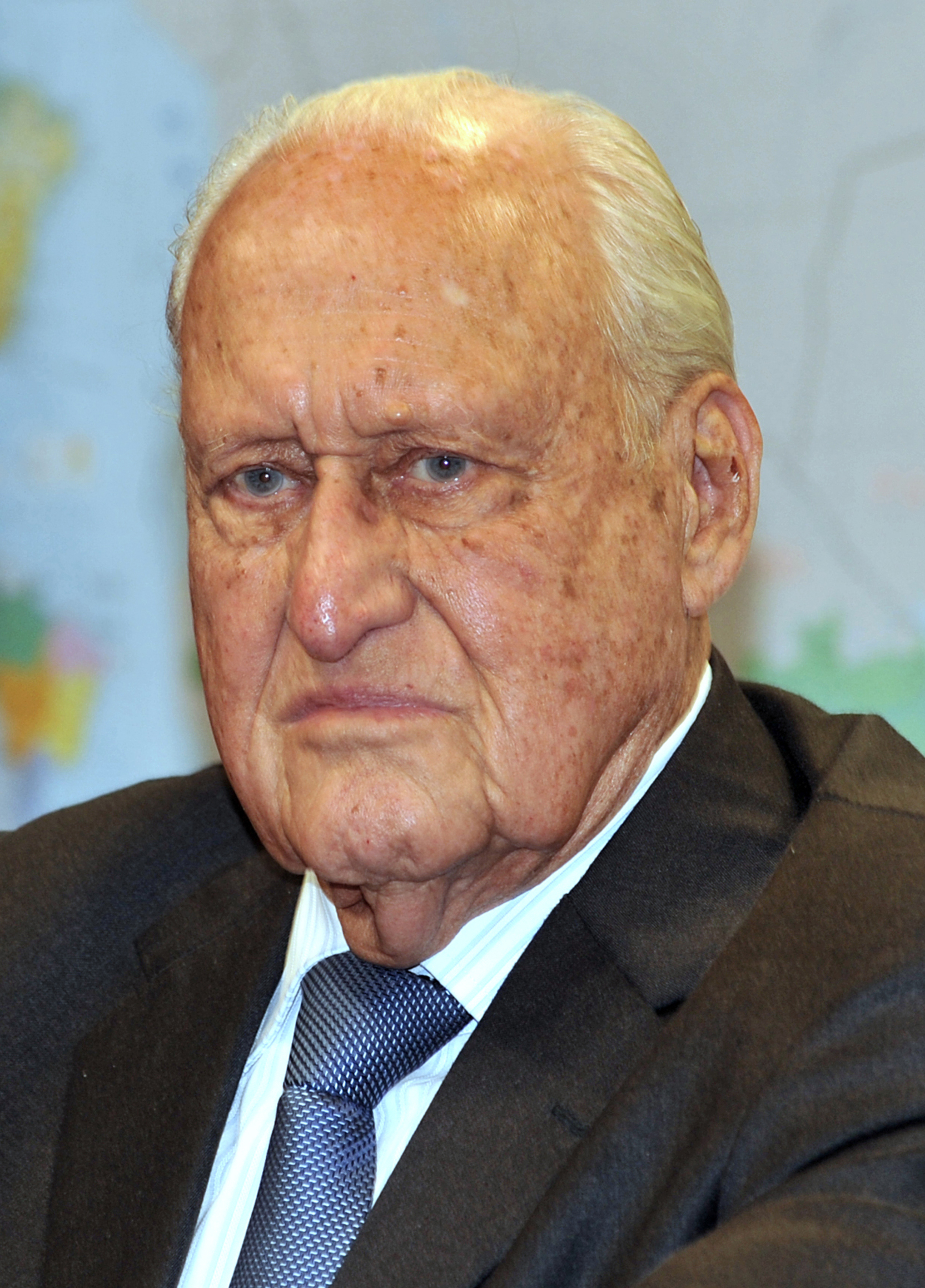
Ao ser eleito presidente da FIFA em 1974, João Havelange relançou a ideia de seu antecessor Stanley Rous: expandir a Copa Intercontinental para incluir os outros continentes e transformá-la numa Copa do Mundo de Clubes.

Em janeiro de 1970, a FIFA anunciou que, em seu Congresso seguinte, faria a proposta de uma Copa do Mundo de Clubes com todos os clubes campeões continentais: a Copa Intercontinental seria expandida, sob os auspícios da FIFA, para incluir os campeões de Europa, América do Sul, Ásia, África, Oceania e Concacaf, e passaria a ser disputada como torneio oficial.[carece de fontes?] O Jornal do Brasil de 23 de janeiro de 1970 observou que várias Confederações continentais já possuíam seus torneios continentais de clubes (naquela altura, Europa, América do Sul, América Norte-Central, Ásia e África já possuíam) e que para a FIFA "nada mais justo que agora ela possa a organizar a partir de 1971 um torneio oficial e indicar o campeão mundial de clubes.".
Em seu Congresso de 23 de junho de 1970, a FIFA propôs a ideia de um Campeonato Mundial de Clubes, aberto ao mundo todo (aos campeões de todas as federações continentais), através de uma proposta de seu então presidente Stanley Rous. Porém a proposta foi rechaçada pela maior parte dos representantes europeus no Congresso. A ideia de um Mundial de Clubes foi, entretanto, apoiada por João Havelange e pelo então presidente da Conmebol, e visava substituir a Copa Intercontinental, restrita a europeus e sul-americanos.Stanley Rous[carece de fontes?] A proposta da FIFA de 1970 foi mal sucedida por oposição dos europeus (como em 1962 e 1967), a diferença sendo que em 1962 e 1967 os sul-americanos também rechaçaram a proposta da FIFA mas em 1970 eles apoiaram a ideia, tendo esse apoio sido costurado no Congresso da CONMEBOL realizado em Santiago do Chile em 1970.
Em 1973, o jornal francês L'Equipe (o mesmo jornal que deu a ideia para a criação da Liga dos Campeões da UEFA) se ofereceu para organizar o Mundial de Clubes em Paris com os quatro campeões continentais então existentes (UEFA, CONMEBOL, CONCACAF, CAF - no caso da AFC, o torneio continental de clubes asiáticos foi descontinuado depois de 1971, e a proposta do L'Equipe vislumbrava a inclusão do campeão asiático tão logo fosse relançado o torneio deste continente). Mostraram-se favoráveis à ideia o presidente da CONMEBOL, Teofilo Salinas, o então candidato à presidência da FIFA, João Havelange, o presidente da Associação Francesa de Futebol Fernand Sastre, e as confederações africana e norte-centro-americana-caribenha de futebol (CAF e CONCACAF).[carece de fontes?]
Em 1974, após ser eleito presidente da FIFA (substituindo Stanley Rous), João Havelange anuncia seu desejo de criar uma "Copa Intercontinental de Clubes" com a participação de todos os continentes, não só Europa e América do Sul.[carece de fontes?]
Em 1975, o mesmo jornal francês L'Equipe, através de seu diretor Jacques Goddet, apresentou novamente esta proposta, durante as celebrações pelos 20 anos da Copa dos Campeões da Europa.[carece de fontes?] No mesmo ano, a AFA (Associação de Futebol Argentina) também se mostrou favorável a uma Copa do Mundo de Clubes organizada pela FIFA (com todos os campeões continentais), sendo que a Conmebol estudaria o assunto para dar sua posição final, enquanto a UEFA prosseguia sendo contrária à ideia, sobretudo através de seu então presidente Artemio Franchi.

### Década de 1990
Em 1993, a FIFA relançou a ideia de uma Copa do Mundo de Clubes na reunião do seu Comitê Executivo, realizada em Las Vegas em dezembro daquele ano. Segundo o jornal O Estado de S. Paulo de 16 de junho de 1994, a ideia teria sido desta vez lançada por Silvio Berlusconi.[carece de fontes?]
Em 1996, o Comitê Executivo da FIFA aprovou a ideia da competição.[carece de fontes?]Em 1997, 35 anos após o lançamento original da ideia em 1962, a FIFA anunciou que criaria uma competição mundial de clubes.

## As mudanças de posição da FIFA
Antes da Copa do Mundo de Clubes da FIFA, alguns jogos e algumas competições receberam, em suas respectivas épocas e conforme o contexto, o tratamento como "título mundial de clubes": jogos entre campeões escocês e inglês (1886-1901), Troféu Sir Thomas Lipton (1909-1911), Copa Rio Internacional (1951-1952), Copa Rivadavia (1953), amistosos do Wolverhampton (1954),[carece de fontes?] Pequena Taça do Mundo (1952-1957 e 1963), International Soccer League (1960-1965), Copa Intercontinental (1960-2004) e Mundialito de Clubes (1981-1987). A FIFA algumas vezes demonstrou ter conhecimento deste fato, apesar de apenas em 2014 e 2017 dar a chancela de campeão mundial para os vencedores, respectivamente, da Copa Rio de 1951 e Copa Intercontinental.
Segundo antigos textos do site da FIFA (textos de notícias, não listados como documentos oficiais da entidade), no caso da Copa Intercontinental, os clubes eram chamados de campeões mundiais, podendo alegar terem sido campeões mundiais,, pois foram "campeões mundiais" (entre aspas) em um mundial "simbólico", que não tinha a mesma "dimensão" do Mundial de Clubes da FIFA. Segundo estes textos, datados de 2004 e 2005, os clubes campeões da Copa do Mundo de Clubes da FIFA são "verdadeiros" campeões mundiais e podem ser "verdadeiramente" considerados campeões mundiais. A Copa Intercontinental era oficial em nível confederativo, pois todas as edições, de 1960 a 2004, sempre foram consideradas títulos oficiais pela UEFA e CONMEBOL. Na década de 2010, ainda antes do reconhecimento definitivo em 2017, a FIFA citou a Copa Intercontinental como predecessora da Copa do Mundo de Clubes da FIFA em mais de uma oportunidade.
Em um desses textos do site da entidade (2004), afirma-se que a partir do desenvolvimento do futebol em outras regiões do mundo (além de Europa e América do Sul), se tornou "irrealista" conferir o título simbólico de "campeão mundial de clubes" aos vencedores do confronto "Europa X América do Sul", sendo esta a fundamentação do Mundial de Clubes da FIFA. Sua criação foi proposta pela primeira vez em 1967 pelo presidente da FIFA Stanley Rous, com o objetivo de incluir os campeões de Ásia (Confederação Asiática de Futebol) e CONCACAF, que em 1967 haviam estabelecido seus torneios continentais de clubes. Porém, UEFA e CONMEBOL recusaram esta proposta de expansão da Copa Intercontinental.
O Relatório de Atividades de 2005 da FIFA informa que a preeminência de Europa e América do Sul no futebol mundial no final dos anos 1950, aliado ao fato que possuíam os dois únicos torneios continentais de clubes até então existentes, fez com que fosse natural que o "título mundial" fosse disputado entre os vencedores dos dois torneios continentais citados. Afirma que, com o tempo, o futebol "caminhou um longo caminho" desde que o desafio intercontinental foi lançado pela primeira vez, e que todas as confederações organizavam torneios continentais de clubes, e lhes era negado, já há muitos anos, acesso a um evento de alcance mundial. Para a FIFA, isso era razão suficiente para envolver-se em competições de clubes, organizando a edição inaugural de seu mundial em 2000, adicionando que este ficou "no gelo" por algum tempo, mas que, no fim de fevereiro de 2004, o Comitê Executivo da FIFA endossou a criação da Copa do Mundo de Clubes da FIFA de 2005, com uma nova fórmula, em que europeus e sul-americanos entravam já nas semifinais.
O Comitê Executivo da FIFA é, segundo a mesma, o único órgão da entidade com legitimidade para decidir sobre o reconhecimento oficial de competições que não foram organizadas pela entidade. No Relatório de Atividades da FIFA de 2005, afirma-se que a Copa Intercontinental foi criada com o objetivo de ser um título mundial, mas não há menção a tal visão ter sido oficialmente endossada pelo Comitê Executivo da FIFA, com o documento informando que a Copa do Mundo de Clubes da FIFA 2005 foi endossada pelo Comitê Executivo da entidade, sem menções neste caso à Copa Intercontinental. Já no caso do Troféu Lipton, também segundo a FIFA, este foi a primeira tentativa de que se tem notícia de se fazer um mundial entre clubes. Entretanto, a FIFA não reconhecia oficialmente essas competições como sendo mundiais, tendo assim se expressado em 1960, 1967, 2006, 2007, 2011 e 2012, reconhecendo como mundial, até então (antes de 2014), apenas as edições da Copa do Mundo de Clubes da FIFA

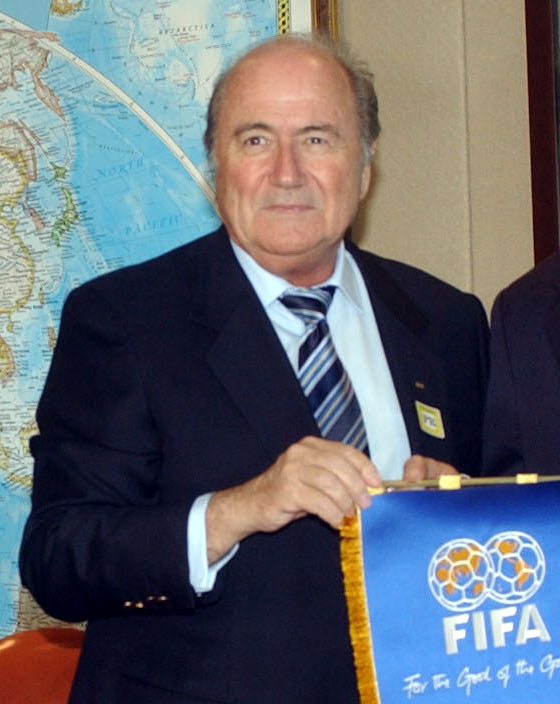
Joseph Blatter, presidente da FIFA, que em 2000 conseguiu realizar o que seus antecessores Stanley Rous e João Havelange propuseram em 1967, 1970 e 1974: criar a Copa do Mundo de Clubes.

Em 1999, o presidente da FIFA Joseph Blatter afirmou que a ideia de um "mundial de clubes" era incluir times do mundo todo. Em 2000, sobre a Copa Intercontinental, citou que não foi um evento oficial da FIFA e que esta abrigava apenas 2 continentes. Em 17 de dezembro de 2006, Blatter afirmou que o primeiro campeão mundial é o Corinthians Paulista. Em 15/12/2007, a FIFA, pelo seu Comitê Executivo, afirmou que seu primeiro mundial ocorreu em 2000. No mesmo sentindo, em 12 de dezembro de 2011, uma exposição no Japão apresentou o Corinthians como o primeiro clube campeão mundial.
No caso da Copa Rio de 1951, o presidente da FIFA Joseph Blatter afirmou que a entidade consideraria o Palmeiras como sendo campeão mundial, dando-lhe um certificado de reconhecimento, mas que a entidade não equipararia oficialmente a competição de 1951 às edições da Copa do Mundo de Clubes da FIFA. Posteriormente, a FIFA, em documento oficial, atestou que, após reunião de seu Comitê Executivo em junho de 2014, qualificou a Copa Rio de 1951 como a "1ª competição mundial de clubes". Porém, reiterou que o primeiro mundial de clubes da entidade foi o realizado em 2000 e vencido pelo Corinthians.
No dia 27 de outubro de 2017, durante uma reunião realizada na Índia, o Conselho da FIFA aceitou a solicitação feita pelo presidente da CONMEBOL, Alejandro Domínguez, e reconheceu os vencedores da Copa Intercontinental como campeões mundiais. No entanto, sem promover a unificação, naquela ocasião, da Copa Intercontinental com a competição da entidade, assim como ocorrido com a Copa Rio de 1951. Com este reconhecimento, a FIFA passou a adicionar uma menção aos campeões da Intercontinental como "Club World Champions" no FIFA Club World Cup Statistical Kit, documento oficial emitido até 2019, que apresenta as estatísticas da competição predecessora, tida como "absorvida" (merged) à Copa do Mundo de Clubes da FIFA em 2005.
Em 2024, no contexto da inauguração da Copa Intercontinental da FIFA, a FIFA noticiou que o Real Madrid estava em sua "décima primeira final de competição de clubes da FIFA" e, em outro texto, chamou a edição de 1992 de Copa Intercontinental da FIFA.
Conforme o Dicionário Michaelis, a palavra intercontinental significa: "Situado entre continentes"; "Que se faz de continente para continente"; "Relativo a dois ou mais continentes"; "Que une dois continentes". Ainda que possa designar, em sentido estrito, um nível intermediário entre os níveis continental e mundial, em sentido amplo pode significar apenas a ideia de algo "entre continentes". Por esta última interpretação, a Copa do Mundo de Clubes (ou qualquer evento que ostente caráter mundial) é intercontinental, pois trata-se de uma disputa entre os continentes, representados cada qual por seu campeão, pelo título de campeão mundial. Como exemplo prático disto, a Copa Intercontinental da FIFA, novo nome do torneio anual da FIFA a partir de 2024, continua a concentrar os seis campeões continentais.